# Vetera

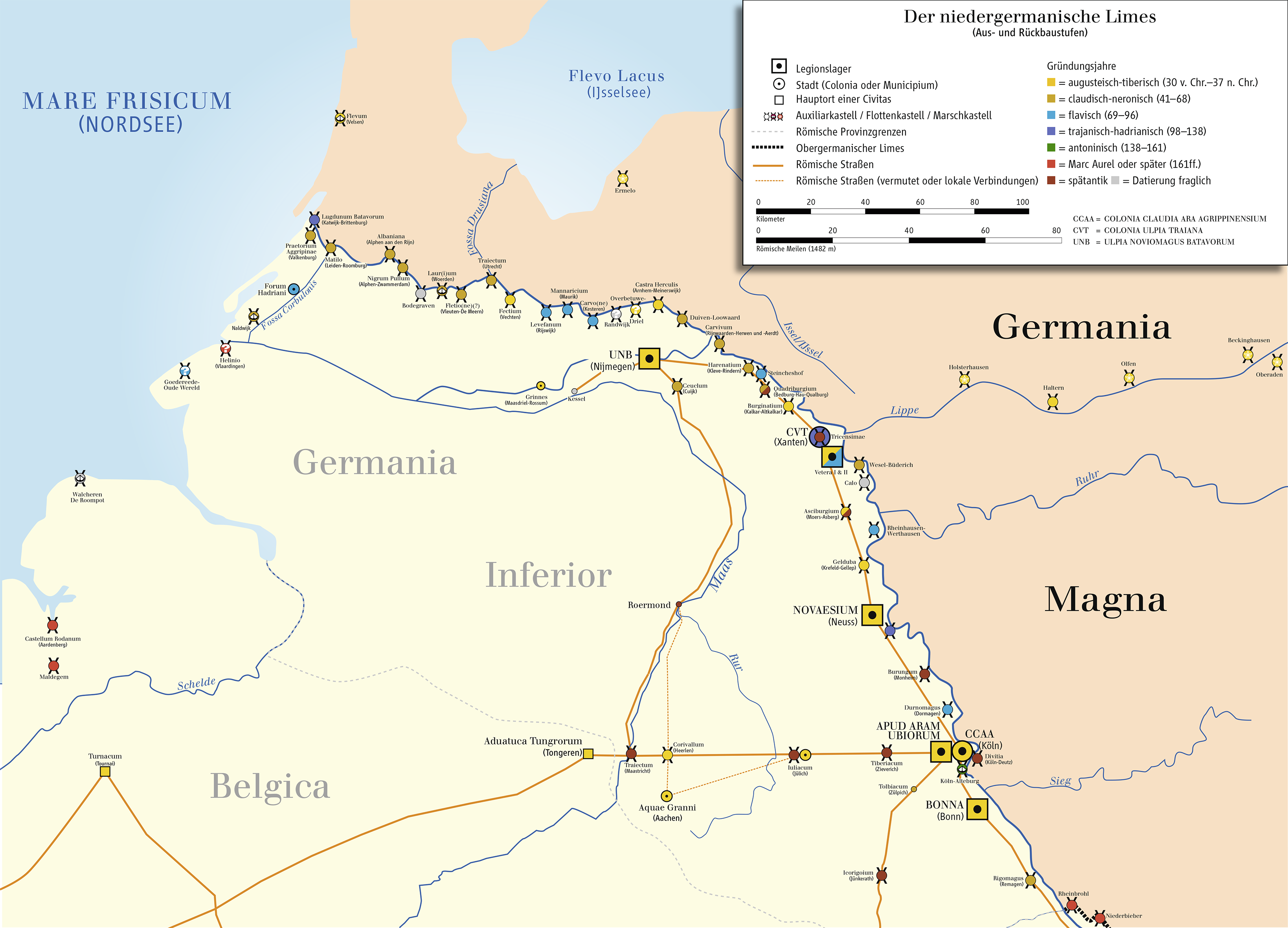
Lage der Legionslager Vetera und der Colonia Ulpia Traiana im Verlauf des Niedergermanischen Limes

Vetera (auch: Vetera Castra; zuweilen in der älteren Literatur, auf Landkarten und umgangssprachlich auch Castra Vetera) war der Name für den Ort zweier zeitlich aufeinander folgender römischer Legionslager in der Provinz Germania inferior nahe dem heutigen Xanten am Niederrhein. Die Legionslager von Vetera gehörten zum Niedergermanischen Limes und sind seit 2021 Bestandteil des UNESCO-Weltkulturerbes.
In der Forschung und in der wissenschaftlichen Literatur wird zwischen dem älteren Kastellplatz Vetera I (13/12 v. Chr. bis 70 n. Chr.) und dem jüngeren Kastellplatz Vetera II (71 bis mindestens ins 3. Jahrhundert) differenziert, die etwa eine römische Meile (mille passus = knapp 1500 m) auseinanderlagen. Vetera gehörte zu den bedeutendsten Garnisonen an der Nordflanke des römischen Imperiums und war in seiner Frühzeit eine wichtige Aufmarschbasis für die rechtsrheinischen Expansionsbestrebungen der Römer. Heute liegt Vetera I auf unbebautem Gelände im Stadtgebiet Xantens, Vetera II dagegen in einer Tiefe von bis zu zehn Metern unter der Wasseroberfläche eines Baggersees.

## Geographische Lage

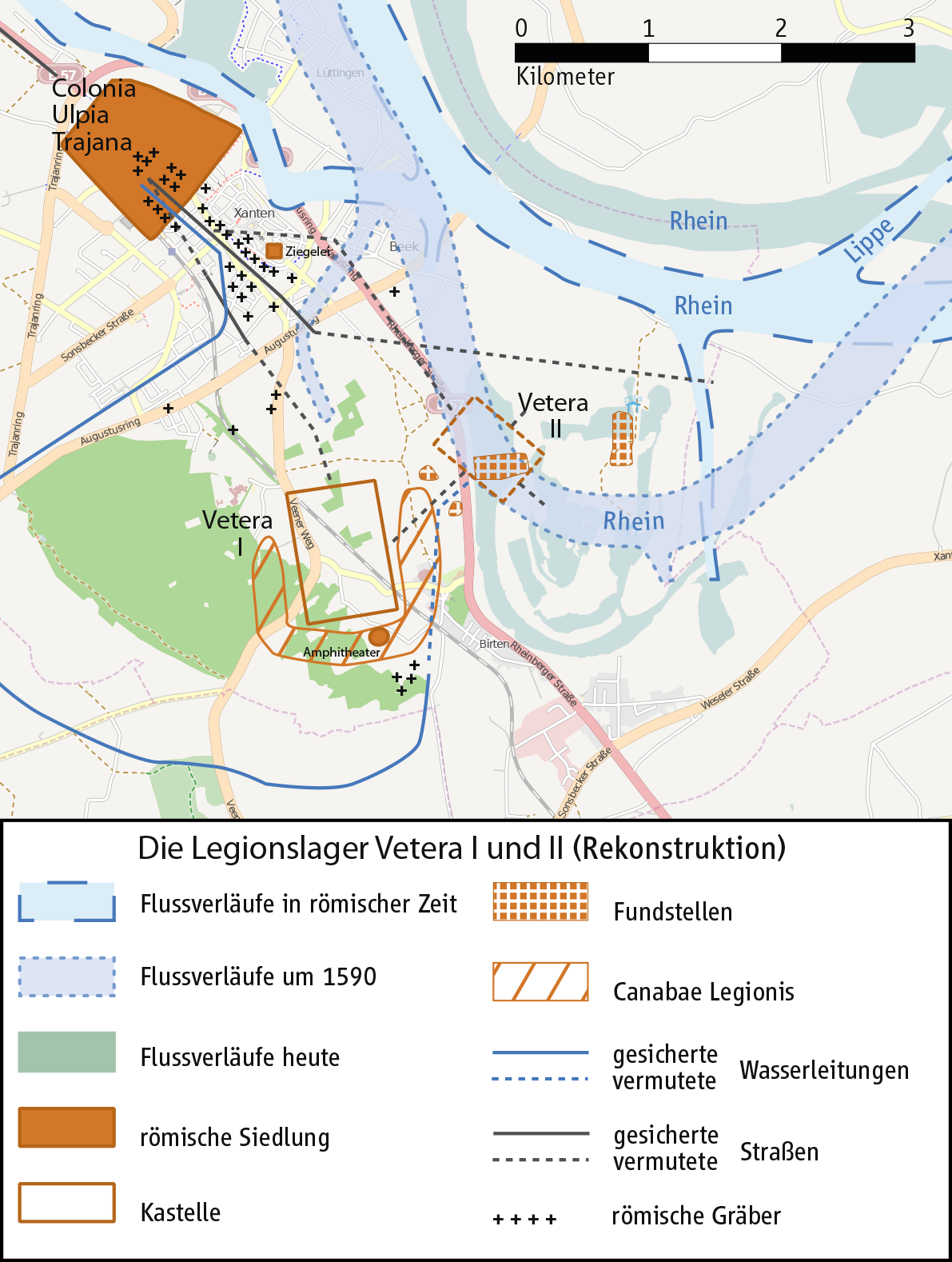
Lage der Legionslager Vetera I und II sowie der Colonia Ulpia Traiana

Vetera I befand sich am Südhang des Fürstenberges, einer glazialen, in antiker Zeit von Sumpf- und Moorlandschaften umgebenen Endmoräne, gut zwei Kilometer südsüdöstlich des Zentrums von Xanten. Das heutige Bodendenkmal liegt unter weitgehend landwirtschaftlich genutzten Flächen unmittelbar nordnordwestlich des Xantener Stadtteils Birten. In antiker Zeit befand sich das Lager in einer exponierten Position gegenüber der Lippemündung, die sich damals noch nicht in Wesel, sondern etwas nördlich davon befand.
Der Rheinverlauf selbst entsprach in römischer Zeit ungefähr dem heutigen und war gegenüber diesem nur geringfügig nach Süden bzw. Westen verschoben. Von der Position auf dem Fürstenberg war so eine gute Kontrolle der Flusstäler von Rhein und Lippe (Lupia) möglich.
Vetera II wurde im Jahre 71 n. Chr. nach der Umstrukturierung des niedergermanischen Heeres infolge der Ereignisse der Jahre 69/70 etwa anderthalb Kilometer östlich von Vetera I auf einer damals hochwasserfreien Niederterrasse des Rheines errichtet. In der heutigen Topographie befindet sich das Bodendenkmal im Bereich der so genannten Bislicher Insel, im Norden vom Rhein, von Osten, Süden und Westen von einem alten Rheinarm umschlossen. In antiker Zeit lag es vermutlich unmittelbar am nördlich vorbeiziehenden Rhein. Der heute sichtbare, teilweise verlandete Rheinarm, der eine weit nach Süden ausgreifende Schleife bildet, entstand erst im Mittelalter, etwa ab dem Jahre 1200. In den folgenden Jahrhunderten verlagerte sich diese Rheinschlinge immer weiter nach Süden, wobei sie das Kastellgelände unterspülte und mit Kiesablagerungen überdeckte. Erst als in den Jahren 1788/89 durch einen künstlichen Durchstich der Rhein in den Verlauf gezwungen wurde, den er ungefähr auch heute einnimmt, wurde aus der Schleife ein toter Altrheinarm.

## Antike Quellen und Name des Kastellplatzes
Der Name Vetera findet erstmals bei Tacitus in den Historien (Historiae) Erwähnung und wird dabei zweimal als Vetera castra und mehrfach kurz als Vetera bezeichnet.
Der Name dürfte auf eine nahe gelegene, vorrömische Siedlung der Cugerner zurückgehen, deren germanischer Name romanisiert und auf den Kastellplatz übertragen wurde. Die Bedeutung des Namens Vetera ist ungewiss. Philipp Houben verwendete in seiner 1839 erschienenen Publikation über die Xantener Altertümer in Umkehrung des von Tacitus überlieferten Namens den Begriff Castra Vetera, der seither Eingang auf Landkarten und in der Umgangssprache fand, obwohl es ihn so niemals gegeben hat. In der wissenschaftlichen Literatur werden aber spätestens seit Hans Lehner (1866–1938) wieder die korrekten Begriffe Vetera (mehrheitlich, mit den Differenzierungen zwischen Vetera I und Vetera II) oder Vetera Castra (vereinzelt) verwendet.

## Forschungsgeschichte
Schon unmittelbar nach ihrer Auflassung wurden die römischen Militärlager als Steinbrüche genutzt, zunächst von den Römern selbst, die das Steinmaterial von Vetera I dazu verwendeten, um den Ausbau der benachbarten Colonia Ulpia Traiana voranzutreiben. Im Mittelalter dienten die verbliebenen Überreste dann als Steinbruch für den Bau des Klosters auf dem Fürstenberg. Vetera II hingegen verschwand um das Jahr 1200, als der Rhein eine nach Süden ausgreifende Schlinge bildete und dabei das bislang hochwasserfreie Gelände des Kastells unterspülte, so dass sich die Funde und Befunde von Vetera II heute fünf bis zehn Meter unterhalb der sichtbaren Oberfläche, unter den Kiesen und Wassern des Altrheins und der Bislicher Insel befinden.

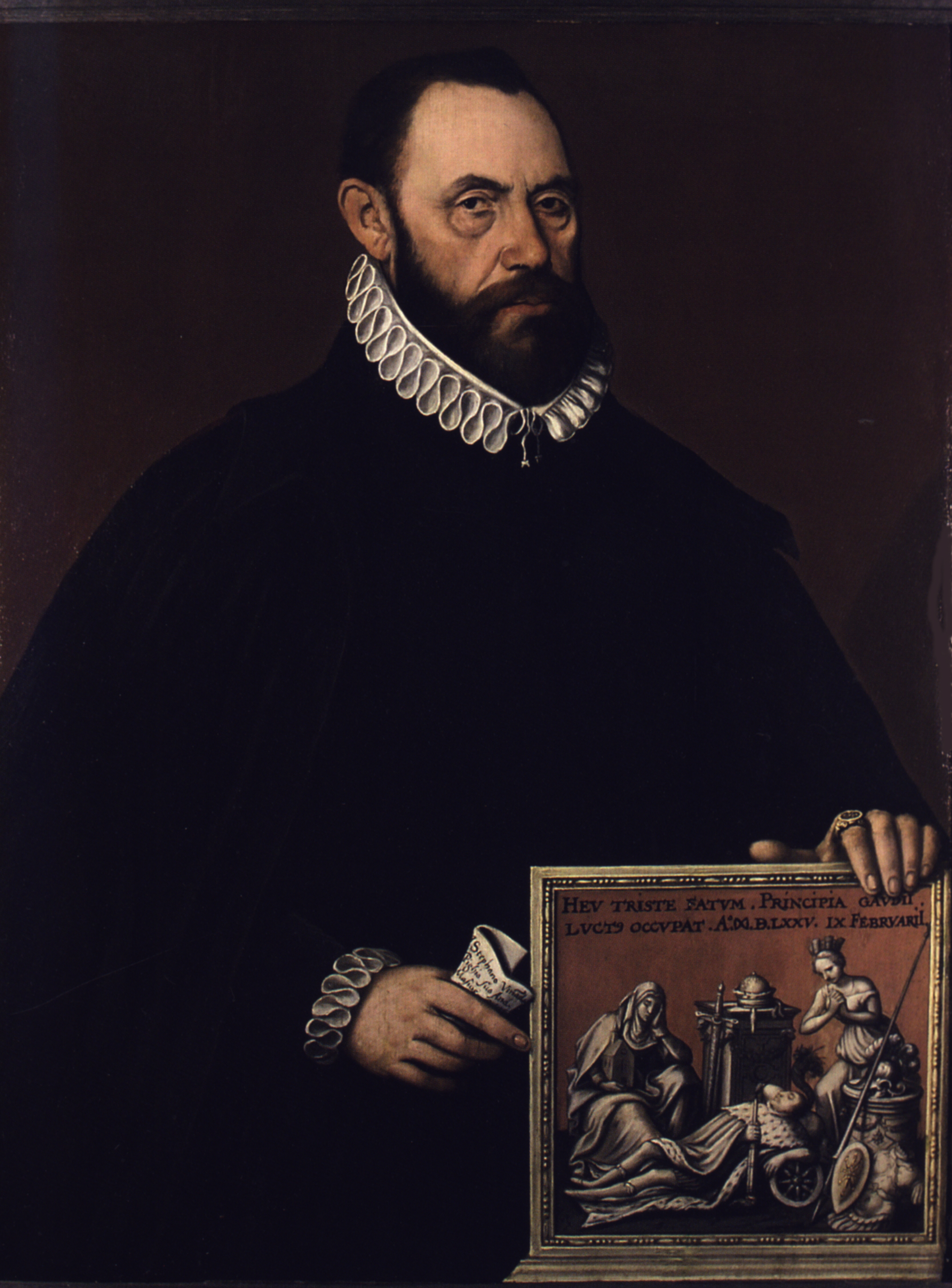
Stephanus Winandus Pighius, Gemälde um 1585,
Historisches Museum, Deventer

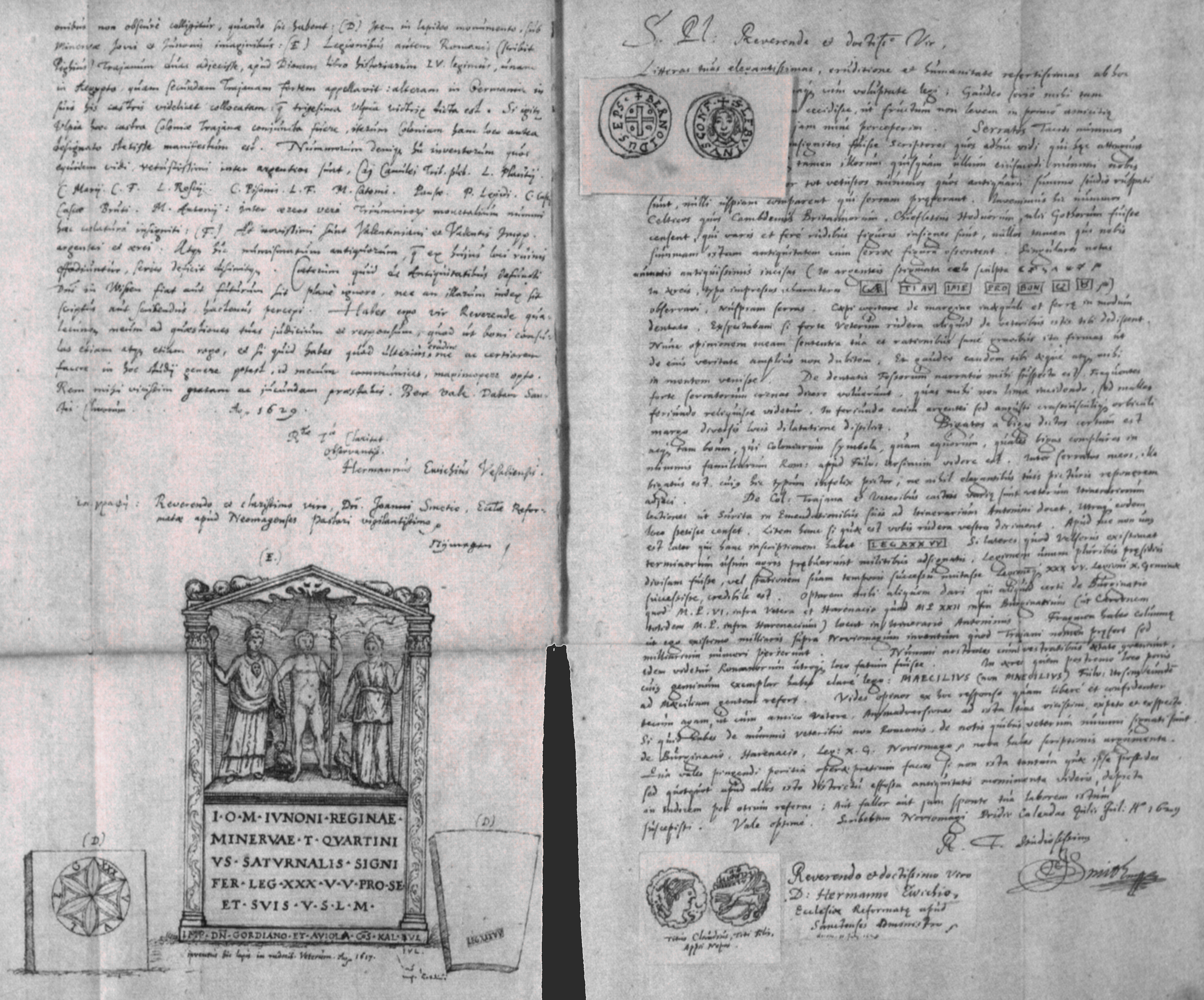
Aufzeichnung von H. Ewich mit der Abbildung eines Weihesteins

Die große Menge römischer Hinterlassenschaften im Xantener Raum weckte schon früh das Interesse der Gelehrten. Stephanus Winandus Pighius (1526–1604), seit 1575 Scholaster und Kanoniker an der Stiftskirche, war der erste, der systematische Aufzeichnungen der römischen Relikte anfertigte. Johannes Turck illustrierte 1623 bis 1633 den Anhang einer klevischen Chronik des Gert van der Schuiren mit Zeichnungen antiker Hinterlassenschaften. Ihm folgte der Weseler Pfarrer Hermann Ewich, der zwischen 1628 und 1654 die Altertümer seiner Heimatregion dokumentierte, sowie der Theologe und Humanist Werner Teschenmacher (1590–1638). Im ausgehenden 17. und im 18. Jahrhundert widmeten sich der Vynener Pfarrer Theodor Tack und vor allem der Xantener Pfarrer Johannes Spenrath dem antiken Erbe des Xantener Raums.
Schon Pighius hatte den fortschreitenden Raubbau an den römischen Ruinen beklagt, dennoch setzte er sich ungeachtet des allmählich erwachenden Interesses sowie der Proteste einzelner Gelehrter unvermindert fort. Allein für die Jahre 1714 bis 1716 vermeldete der Pfarrer Johannes Spenrath über 5000 Tonnen Steine, die aus dem ehemaligen Legionslager Vetera I ausgebrochen wurden. Insgesamt nahmen die – in alten Quellen recht anschaulich dokumentierten – Steinausbrüche vom Mittelalter bis zur Neuzeit derartige Dimensionen an, dass die Geringfügigkeit sichtbarer Spuren heutzutage kaum verwundern kann. Auch die seit der frühen Neuzeit gezielt durchgeführten Ausgrabungen waren noch keine wissenschaftlichen Untersuchungen mit feldarchäologischen Methoden, wie wir sie heute kennen. Der Fund selbst stand im Mittelpunkt des Interesses, der Befund, der Fundzusammenhang, wurde nicht erkannt oder ignoriert. Die frühen Gelehrten waren Antikensammler, keine Archäologen. Ihre dem entsprechende Vorgehensweise bei Ausgrabungen trug ebenfalls ihren Teil zur unwiederbringlichen Zerstörung vieler Befunde bei.

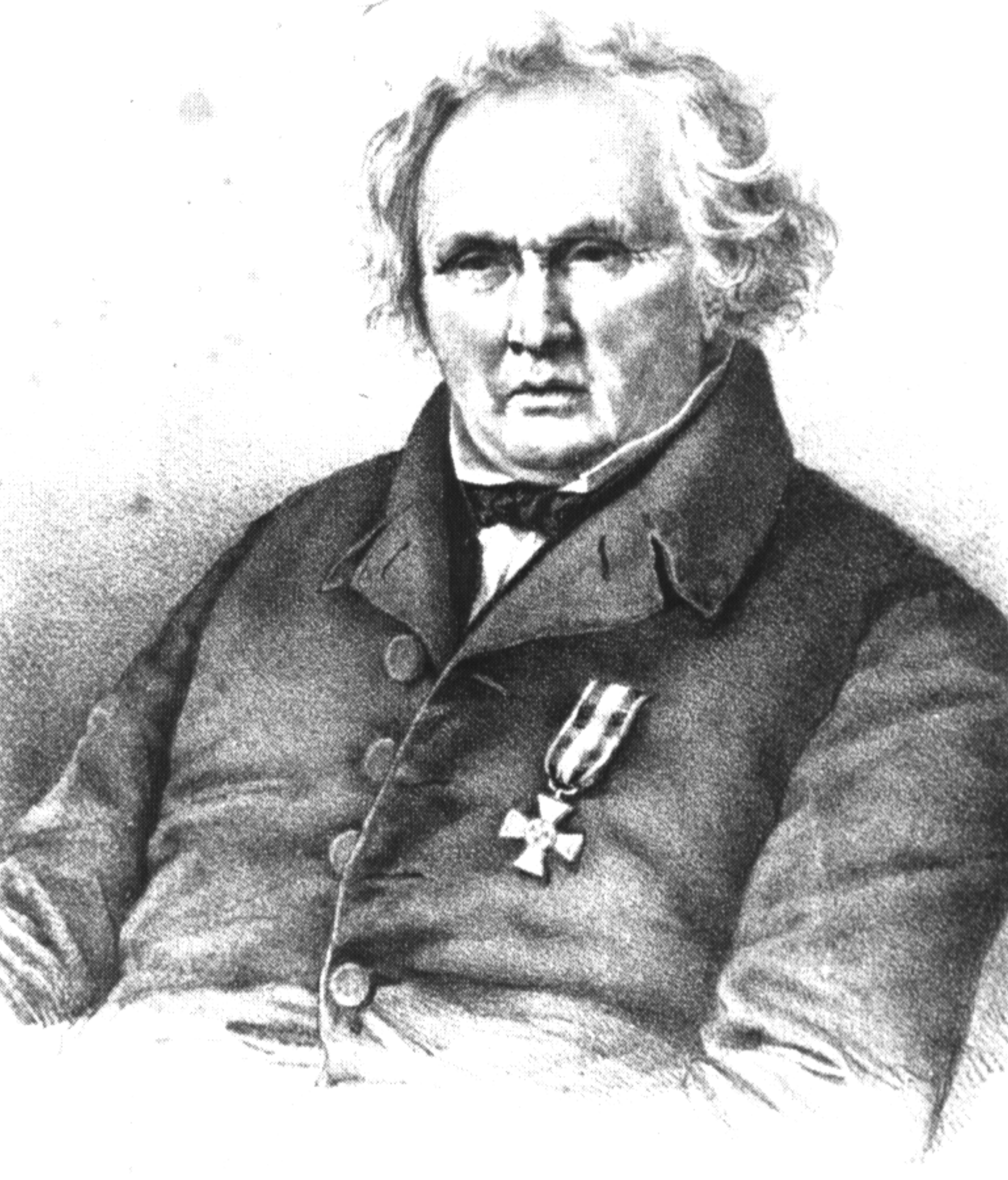
Philipp Houben (1767–1855)

An der Schwelle zwischen Antikensammlerei und wissenschaftlicher Archäologie stand Philipp Houben (1767–1855). Houben gelangte 1798 nach Xanten und wurde von Johannes Spenrath für die Altertumswissenschaften begeistert. 1803 gründete er ein erstes Xantener Museum, indem er die alte Propstei des Ortes kaufte und mit antiken Funden ausstattete. Zwischen 1819 und 1844 führte er auf eigene Kosten umfangreiche Ausgrabungen im Bereich der Legionslager, der CUT und der Gräberfelder durch. Dabei ging er sorgfältiger als seine Vorgänger zu Werke und dokumentierte als erster nicht nur die Funde, sondern auch die Ausgrabungen und Fundstellen selbst. Etwa zeitgleich und teilweise zusammen mit Houben, dessen zeichnerische Dokumentationen er mit Texten versah, arbeitete der Weseler Oberlehrer Franz Fiedler (1790–1876) im Xantener Raum.

Eröffnung des ersten Museums des Niederrheinischen Altertumsvereins im Klever Tor (1908)

Ein weiterer Schritt auf dem Weg zur modernen Archäologie war die Gründung des Niederrheinischen Altertumsvereins, die von dem Xantener Arzt Josef Steiner betrieben wurde und 1877 erfolgte. Der Verein führte umfangreiche Ausgrabungen auf dem Gebiet der CUT, am Fürstenberg, in den Gräberfeldern und im Xantener Umland durch, bei denen eine Ziegelei entdeckt wurde, die von der Legio XXII Primigenia errichtet worden war. Dabei kooperierte der Verein eng mit den Wissenschaftlern des Provinzialmuseums Bonn, dem Vorläufer des LVR-Landesmuseums Bonn, und wurde seinerseits von diesem finanziell unterstützt. Wegweisend war auch der Aufbau der archäologischen Sammlung des Vereins, deren Bestände von Paul Steiner, dem Sohn des Vereinsgründers und späteren Abteilungsdirektor des Trierer Landesmuseums publiziert wurden.
Systematische, umfassende und moderne archäologische Ausgrabungen im Gebiet um den Fürstenberg wurden schließlich 1905 durch das Provinzialmuseum Bonn aufgenommen. Die Grabungsleitung hatte Hans Lehner inne, der von 1899 bis 1930 auch Direktor des Museums war. Bei diesen, von 1905 bis 1914 und von 1925 bis 1933 durchgeführten Grabungen gelang es Lehner und ab 1930 seinem Nachfolger Franz Oelmann (1883–1963), die Lage von Vetera I exakt zu bestimmen, verschiedene Lager mit unterschiedlicher Zeitstellung bzw. verschiedene Bauphasen zu differenzieren und Teile der Umwehrungen und der Innenbebauung freizulegen. Darüber hinaus konnten die canabae, die zivile Lagervorstadt identifiziert, das Amphitheater ergraben und datiert sowie die Lage der Gräberfelder ausgemacht werden. Jedoch wurde der Beobachtungsschwerpunkt bei diesen Grabungen auf das Steinkastell gelegt und die früheren Bauphasen nur nebenher beachtet.
Die Suche nach Vetera II verlief lange erfolglos. Zwar deuteten manche Vermutungen in den Bereich um die Bislicher Insel, es gab jedoch keine Beweise. Erst eine Anhäufung von Funden im Zusammenhang mit den nach dem Zweiten Weltkrieg aufgenommenen Auskiesungen alarmierte den damals in Xanten tätigen Archäologen Wilhelm Piepers. Harald von Petrikovits veranlasste daraufhin in den Jahren 1955, 1957 und 1958 unterwasserarchäologische Untersuchungen, durch die das ehemalige Legionslager definitiv festgestellt sowie seine Ausdehnung hinreichend geklärt werden konnte.

## Historische Hintergründe
Nach Gaius Iulius Caesars Gallischem Krieg (58 bis 51/50 v. Chr.) war am Niederrhein ein für die Römer gefährliches Bevölkerungsvakuum entstanden. Insbesondere Marcus Vipsanius Agrippa versuchte als Statthalter Galliens ab 39/38 v. Chr. und 20 bis 18 v. Chr. dieses Vakuum durch die Umsiedlung germanischer Stämme, den Aufbau von Verwaltungsstrukturen und die Anlage eines Fernstraßennetzes zu füllen. Zu diesem Zeitpunkt wurde der Rhein noch als Grenze der römischen Interessensphäre angesehen. Das Hauptaugenmerk lag auf der Sicherung und Erschließung der durch Caesar eroberten Provinzen. Eine weitere Expansionspolitik stand noch nicht auf der Tagesordnung, die Legionen waren tief im gallischen Hinterland verteilt.
Dieser Zustand änderte sich durch andauernde Übergriffe germanischer Stämme auf linksrheinisches Gebiet, die in der so genannten Clades Lolliana gipfelten. In diesem Gefecht im Jahr 17 oder 16 v. Chr. unterlag der römische Statthalter Marcus Lollius gegen eine vereinigte Streitmacht der Sugambrer, Tenkterer und Usipeter. Der politische Schaden scheint größer gewesen zu sein als die tatsächlichen militärischen Folgen und führte zu einem grundsätzlichen Wandel der römischen Germanienpolitik. Augustus begab sich im Jahr 16 v. Chr. persönlich nach Gallien, um die „germanische Frage“ endgültig zu regeln. Er blieb drei Jahre und richtete – nachdem er die Räter besiegt und das Gebiet zwischen Alpen und Donau befriedet hatte – ab 15 v. Chr. die Dislozierung des niedergermanischen Heeres neu aus.
Die Rheinlinie verlor ihren vormals eher defensiven Charakter und wurde zur offensiven Aufmarschbasis gegen die östlich des Flusses gelegenen germanischen Gebiete. Die nach dem Alpenfeldzug freigewordenen Truppen wurden an den Rhein verlegt, die Legionslager Noviomagus bei Nijmegen und Vetera errichtet. Ob die offensivere Ausrichtung der Germanienpolitik (Augusteische Germanenkriege 12 v. Chr. bis 16 n. Chr.) zu diesem Zeitpunkt tatsächlich schon die Besetzung des rechtsrheinischen Germaniens bis zur Elbe zum Ziel hatte, wie lange vermutet worden war, wird in der jüngeren Literatur angezweifelt.

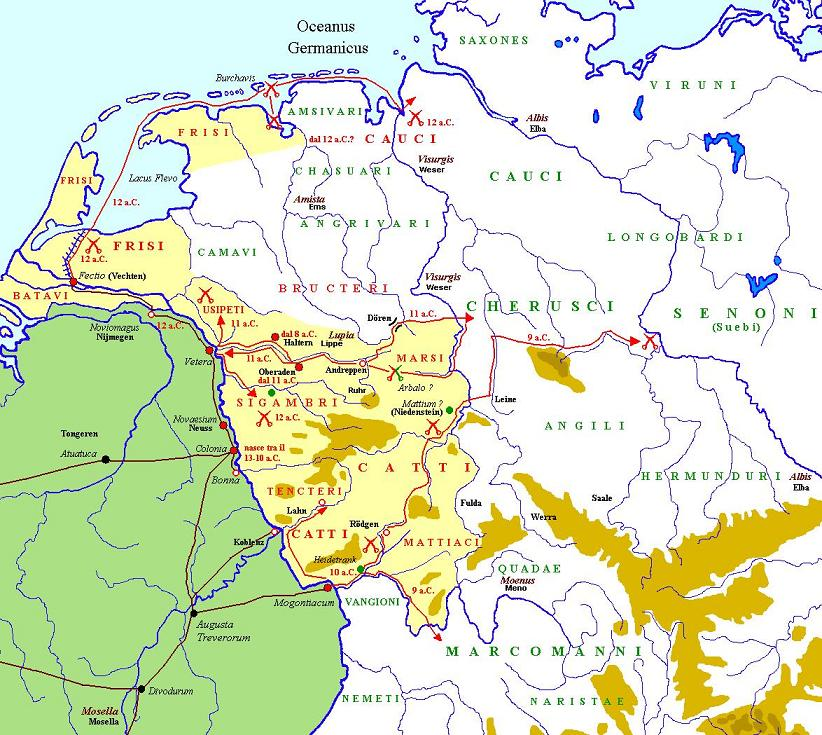
Feldzüge des Drusus (Eingezeichnete Orte entsprechen nicht unbedingt dem Stand der Wissenschaft.)

Als Augustus im Jahre 13 v. Chr. nach Rom zurückkehrte, übergab er den Oberbefehl seinem Stiefsohn Drusus, dessen Name für die groß angelegte Offensive gegen die Germanen in den Jahren 12–8 v. Chr. steht. Im Rahmen der Drusus-Feldzüge diente Vetera vermutlich als Operationsbasis für die Feldzüge ins rechtsrheinische Germanien. Seine Lage gegenüber der Lippemündung war optimal, öffnete sich doch durch das Lippetal ein Zugang weit nach Osten in das feindliche Gebiet hinein. Auch waren von Vetera aus die Stammesgebiete der Sugambrer und Usipeter auf kurzen Wegen erreichbar.
Mit Vetera als Basis, flankiert von dem Auxiliarkastell Asciburgium und dem von Drusus neu angelegten rechtsrheinischen Legionslager Oberaden, konnten die Sugambrer quasi „in die Zange genommen“ werden. Drusus führte insgesamt vier Feldzüge ins rechtsrheinische Germanien, wobei sich im Laufe der Auseinandersetzungen die Hauptaktivitäten ins Gebiet der Chatten verlagerten. Nach seinem frühen Tod wurden die Kampagnen von Tiberius (9–6 v. Chr.), Lucius Domitius Ahenobarbus (um das Jahr 3 v. Chr.), Marcus Vinicius (immensum bellum, 1 bis 5 n. Chr.) und ab dem Jahre 4 n. Chr. erneut durch Tiberius fortgesetzt.

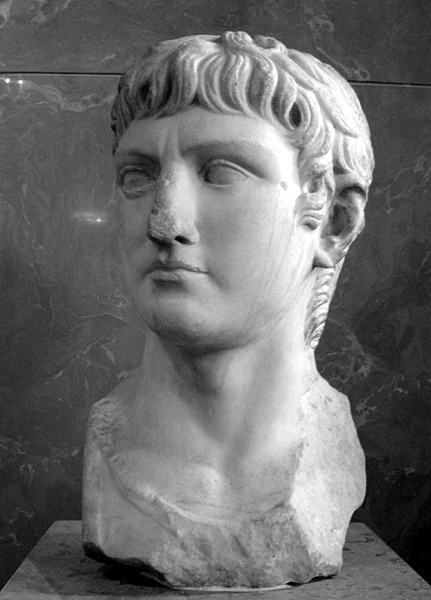
Germanicus (15 v. Chr.–19 n. Chr.)

Im Frühjahr des Jahres 6 mussten die Operationen jedoch abgebrochen werden, da ein Aufstand in der Provinz Pannonia die dortige Anwesenheit des Feldherrn und eines Teiles der Legionen erforderlich machten. Sein Nachfolger als Statthalter, Publius Quinctilius Varus (7–9) bewies eine weniger glückliche Hand, was im Jahre 9 zur clades Variana, der so genannten „Schlacht im Teutoburger Wald“ führte, die mit der völligen Vernichtung von drei Legionen, drei Alen und sechs Kohorten endete. Vermutlich befand sich das Heer dabei auf dem Rückmarsch nach Vetera und mit ziemlicher Sicherheit waren zwei der untergegangenen Legionen, die Legio XVIII Augusta und die Legio XVII Augusta, zuvor in Vetera stationiert gewesen.
In der Folgezeit räumten die Römer alle rechtsrheinischen Garnisonen und schraubten ihre Ambitionen gegenüber Germanien deutlich zurück. Unter Tiberius, der wieder an den Rhein geeilt war, standen der Ausbau und die Konsolidierung der Flussgrenze nunmehr zunächst im Vordergrund. Die Anzahl der Legionen am Rhein wurde von sechs auf acht erhöht. Die untergegangenen Verbände aus Vetera wurden durch die Legio V Alaudae und die Legio XXI Rapax ersetzt. Vetera wurde Hauptort des um die Jahre 11/12 n. Chr. neu eingerichteten niedergermanischen Heeresbezirks (Exercitus Germanicus Inferior).
Nach der Rückkehr des Tiberius nach Rom im Jahre 12 übernahm Germanicus im darauf folgenden Jahr den Oberbefehl im Rheinland. Er bereitete weitere Offensiven ins rechtsrheinische Germanien vor, musste im Jahre 14 aber zunächst eine Meuterei der rheinischen Legionen niederschlagen, die sich nach dem Tod des Augustus gegen dessen Nachfolger Tiberius erhoben hatten. An dieser Meuterei waren auch die Legionen V und XXI aus Vetera beteiligt, die zu diesem Zeitpunkt mit zwei weiteren Legionen in einem Sommerlager (vermutlich im so genannten „Lager C“ in Novaesium) zusammengezogen worden waren. Anschließend begannen die groß angelegten und aufwändigen Vorstöße ins freie Germanien (Germanicus-Feldzüge). Hierbei führte Germanicus den südlichen, von Mogontiacum (Mainz) aus operierenden Flügel des römischen Heeres, während Aulus Caecina Severus den Oberbefehl über die nördliche, von Vetera aus agierende Heeresgruppe innehatte.

Feldzüge des Germanicus und des A. Caecina Severus in den Jahren 14–16
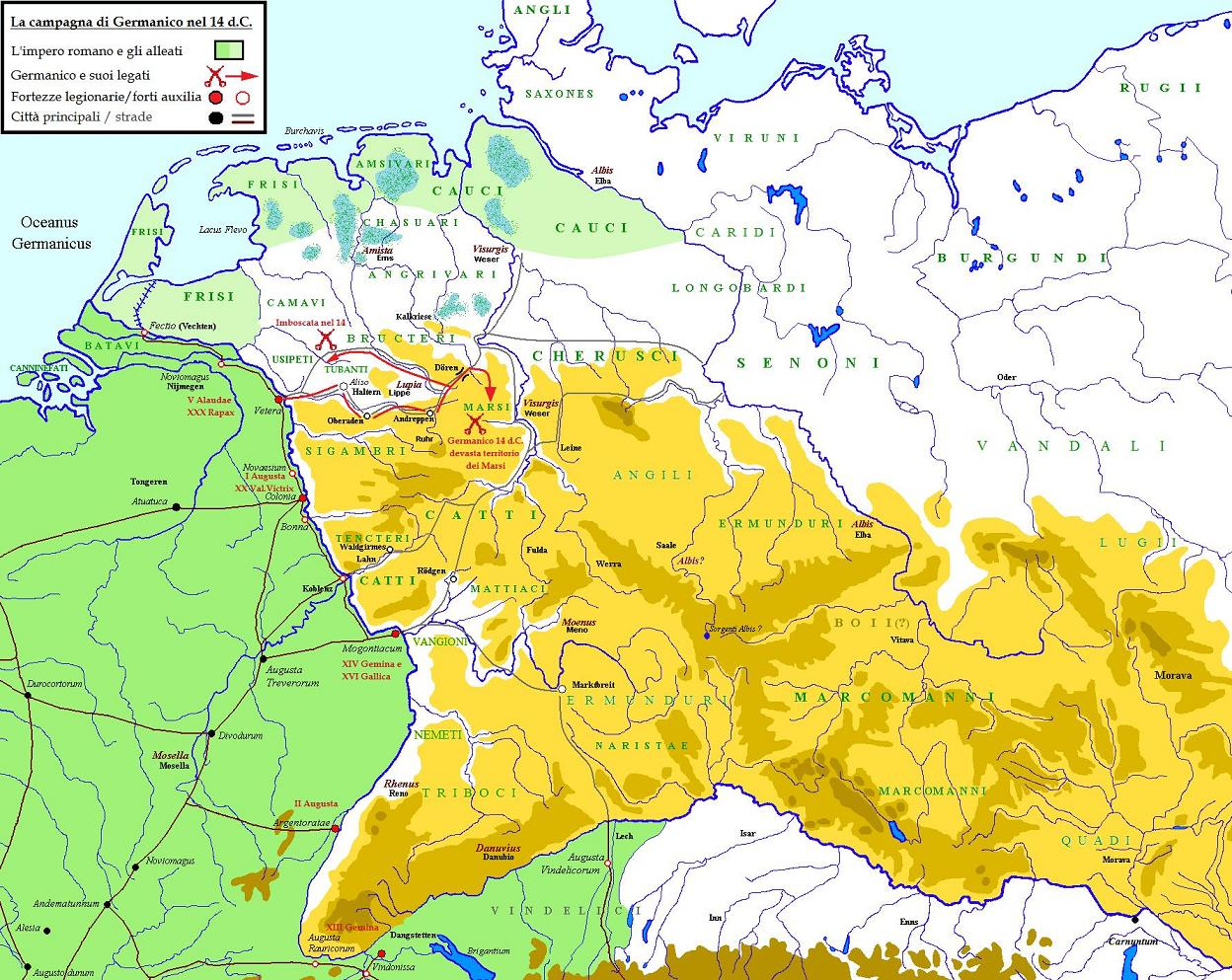
Militärische Aktionen des Jahres 14
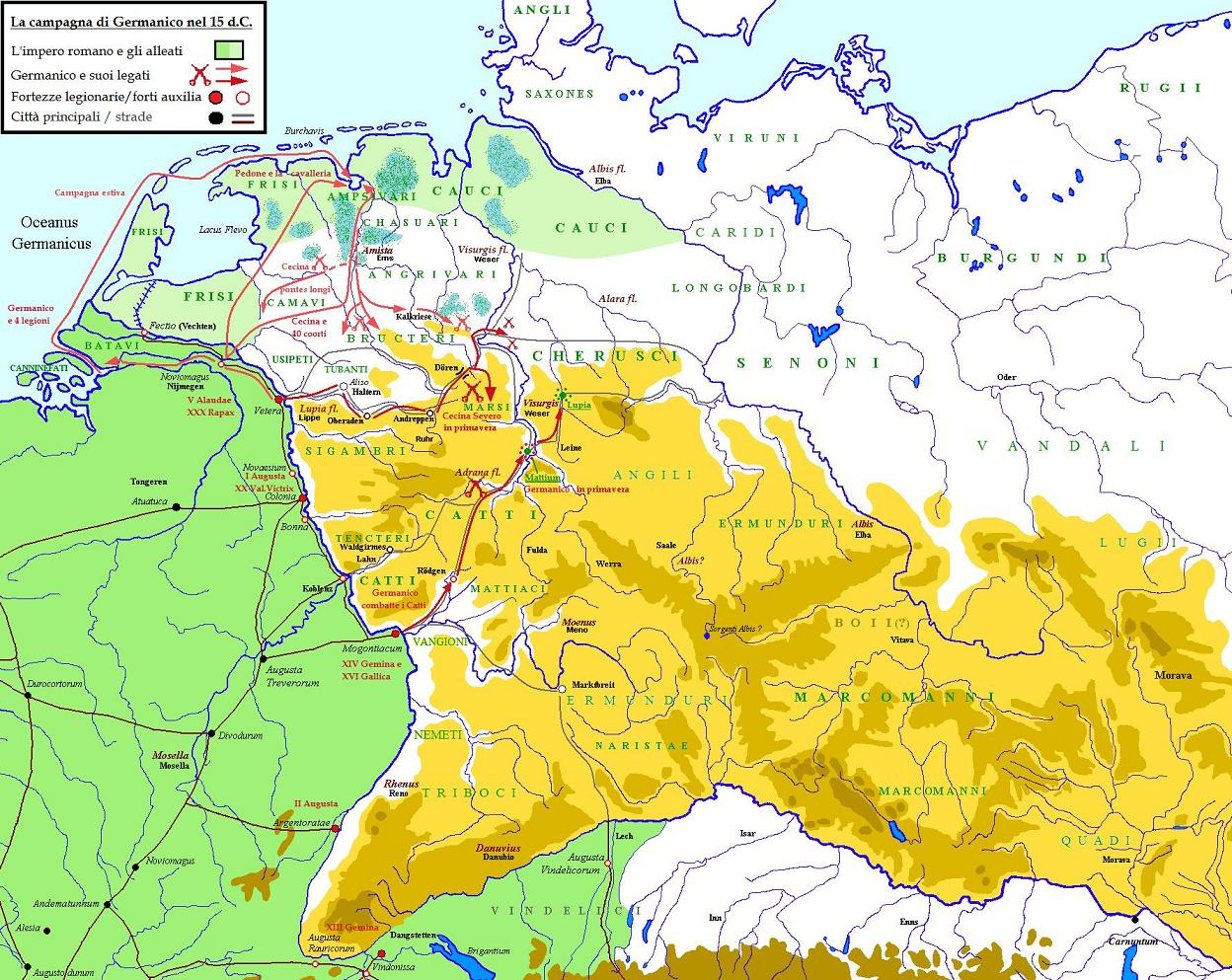
Feldzüge des Jahres 15
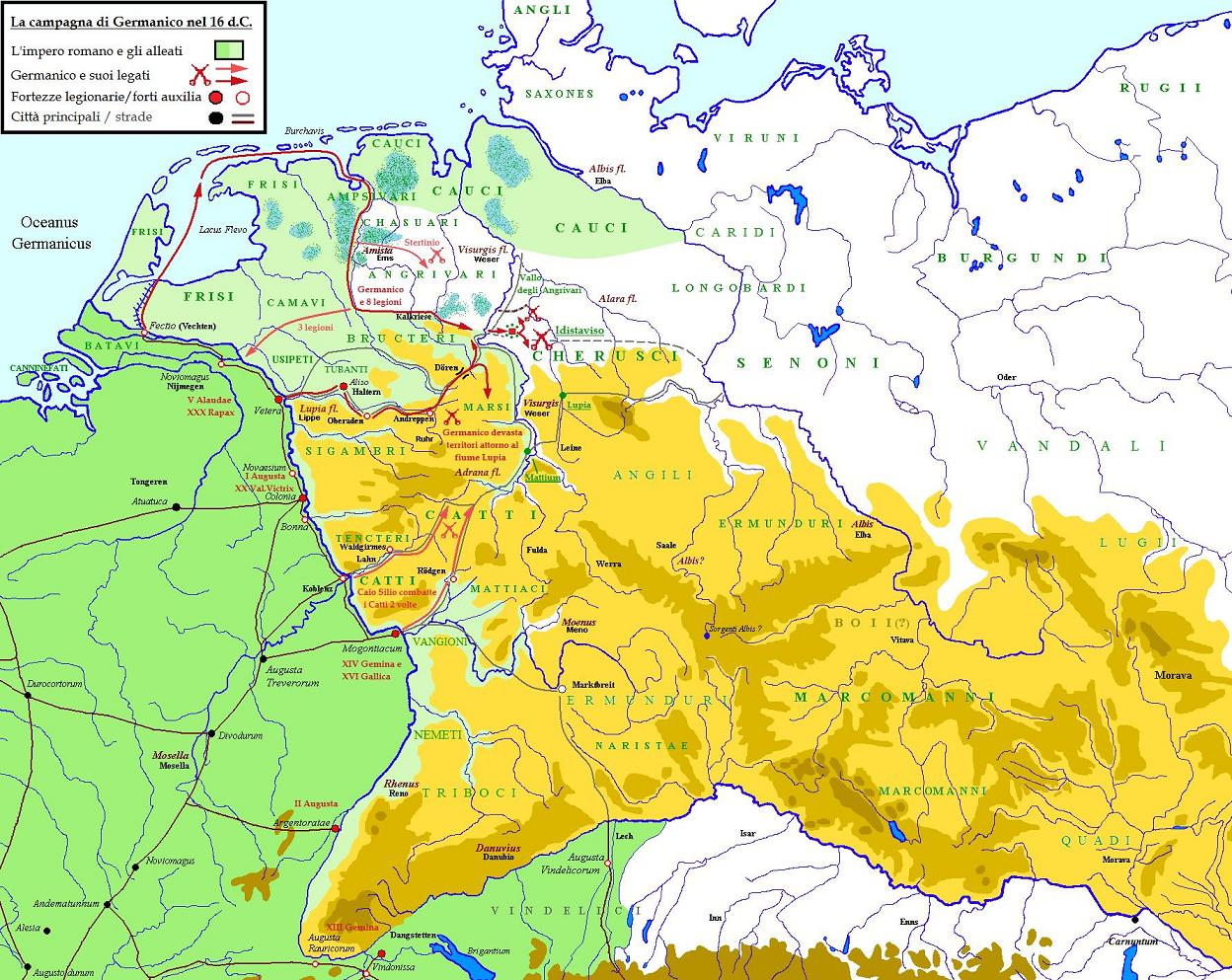
Operationen des Jahres 16

Nachdem die riskanten, verlustreichen und teuren Feldzüge bis zum Jahre 16 nicht den gewünschten Erfolg erbracht hatten, brach Tiberius die Offensive ab und beorderte Germanicus nach Rom zurück. In der Folgezeit blieb der Niederrhein eine defensiv ausgerichtete Grenze. An dieser Grenze und damit auch in Vetera blieb es über ein halbes Jahrhundert lang relativ friedlich. So ist die Zeit des Claudius in erster Linie durch den Ausbau des Straßennetzes gekennzeichnet, das die verschiedenen Militärlager des Rheinlandes miteinander verband. Diese ruhige Lage änderte sich erst mit den Ereignissen der Jahre 69/70, die das gesamte Imperium erschüttern sollten.

## Vetera I

### Legionslager

#### Augusteisch-tiberische Zeit (16 v. Chr.–37 n. Chr.)

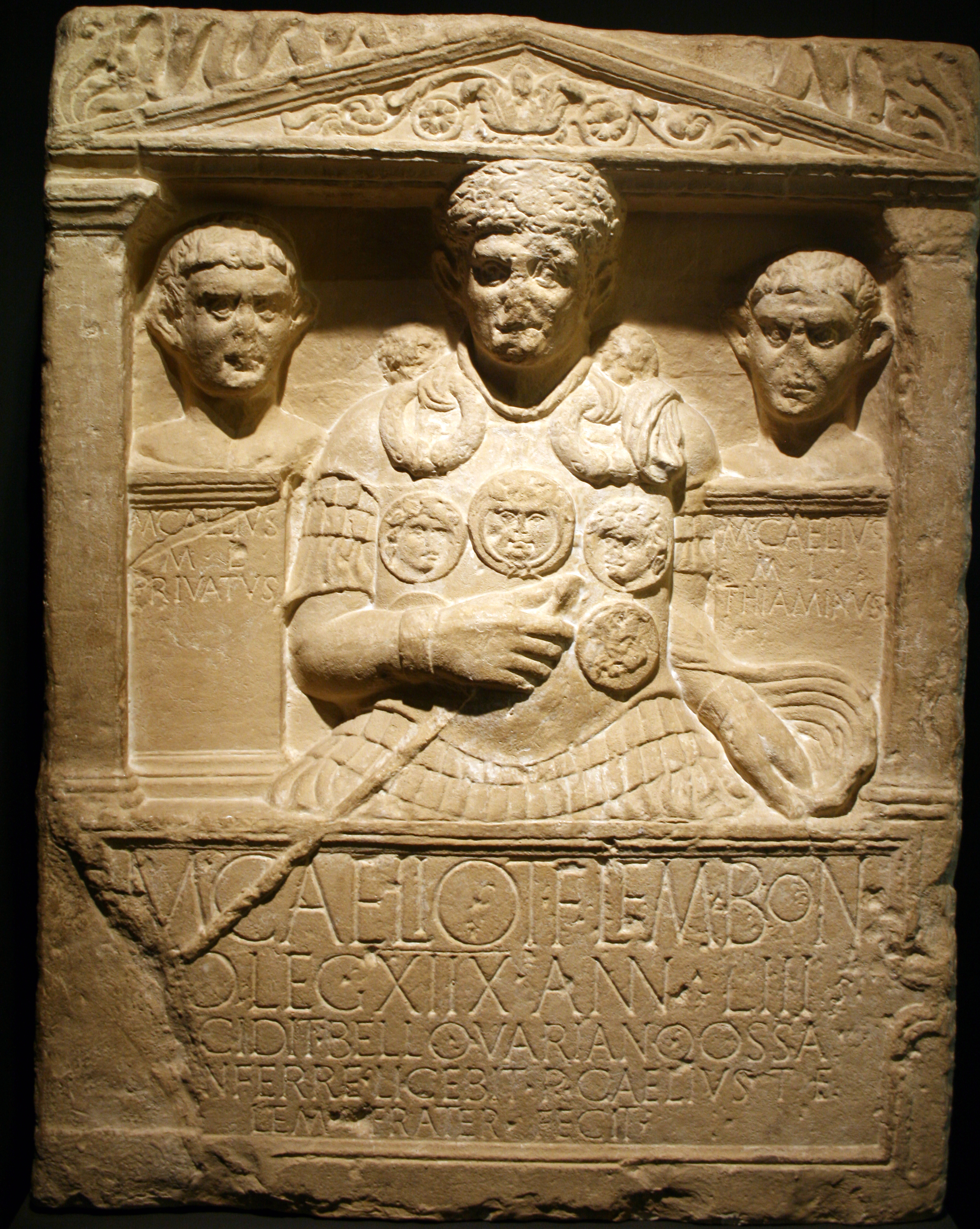
Caelius-Stein

Der Zeitpunkt der Gründung des ersten Lagers ist historisch und archäologisch nicht genau fassbar. Er fällt auf jeden Fall in den Zeitraum, als nach der Clades Lolliana ab dem Jahr 16 v. Chr. die Germanienpolitik durch Augustus expansiver ausgerichtet wurde, was schließlich in den Drusus-Feldzügen (12–8 v. Chr.) gipfelte. Von den archäologischen Befunden her kommen am ehesten die Jahre unmittelbar vor dem Beginn der Offensive, also 13/12 v. Chr. in Frage. Es wurden mindestens sieben verschiedene, sich teilweise überschneidende Grabensysteme (Gräben A–A' bis G–G') aus dieser Periode gefunden, die theoretisch auch einen früheren Gründungszeitpunkt nicht ausschließen, es fehlt jedoch das diese Befunde eindeutig datierende Fundmaterial. Außer den Gräben sind von diesen, in reiner Holz-Erde-Bauweise errichteten Lagern archäologisch noch ein Töpferofen (ein weiterer ist bereits in die frühclaudische Zeit zu datieren) sowie etliche Abfallgruben erfasst worden.
Die ersten Lager dienten vermutlich als Ausgangsbasis für die Feldzüge ins rechtsrheinische Germanien und zur Kontrolle des unteren Rheins (Rhenus) sowie der Lippe (Lupia). Hans Lehner ging davon aus, dass es sich bei Vetera zu diesem frühen Zeitpunkt noch nicht um ein festes Standlager gehandelt habe. Vielmehr hätten die Legionen nach ihren Sommerfeldzügen den hochwasserfreien Fürstenberg vermutlich alljährlich erneut als Winterquartier benutzt, wodurch die Vielzahl der Lagergräben erklärbar wäre. Ob es sich zu dieser Zeit schon um ein Doppellegionslager gehandelt hat, ist nicht gesichert. Der früheste Hinweis auf zwei Legionen in Vetera datiert erst auf das Jahr 14 n. Chr.
Vermutlich waren aber die Legio XVIII und die Legio XVII vor ihrem Aufbruch ins rechtsrheinische Germanien, der schließlich mit ihrer Vernichtung in der Varusschlacht endete, in Vetera stationiert. Dafür spricht der Fund des Grabsteins des Marcus Caelius, eines Centurionen der XIIX. Legion aus Bononia, dem heutigen Bologna.
Der Stein trägt die Inschrift:
Übersetzt: „Für Marcus Caelius, Sohn des Titus, aus der Tribus Lemonia, aus Bononia, Centurio 1. Ordnung der 18. Legion, 53 Jahre und ein halbes alt. Er ist gefallen im Krieg des Varus. Die Gebeine der Freigelassenen dürfen hier bestattet werden. Publius Caelius, Sohn des Titus, aus der Tribus Lemonia, sein Bruder, hat (erg.: den Grabstein) gemacht.“.
Es handelt sich bei diesem Grabstein vermutlich um den Bestandteil eines Kenotaphs, da ja die Gefallenen der Varianischen Niederlage sechs Jahre später durch Germanicus am Ort des Geschehens bestattet worden sein sollen. Er wurde Anfang der 1620er Jahre entdeckt. Sein genauer Fundort ist nicht bekannt. Wahrscheinlich stammt er aus den Gräberfeldern, die sich an das Legionslager anschlossen, vermutlich aus dem augusteischen Gräberfeld auf der Kuppe des Fürstenberges.
Nach der Clades Variana, die mit dem Totalverlust von drei Legionen samt den dazugehörenden Auxiliartruppen verbunden war, wurden die Legio V Alaudae und die Legio XXI Rapax als Ersatz für die untergegangenen Legionen nach Vetera entsandt. Sie sind ab dem Jahr 14 n. Chr. nachgewiesen, in dem sie an der Meuterei der in Germanien und Pannonien stationierten Legionen beim Regierungsantritt des Tiberius beteiligt waren. Anschließend nahmen die Legionen unter dem Befehl des Aulus Caecina Severus von der Operationsbasis Vetera aus an den Germanicus-Feldzügen in den Jahren 14 bis 16 teil, bevor – durch die grundlegenden Änderung der Germanenpolitik unter Tiberius ab dem Jahre 17 – die Garnison Vetera einen mehr defensiven Charakter erhielt. Das Lager der beiden Legionen besaß eine zweiphasige Umwehrung mit einer drei Meter breiten Holz-Erde-Mauer und einem Doppelgraben. Von der Innenbebauung ist nichts bekannt.

#### Claudisch-neronische Zeit (41–68)

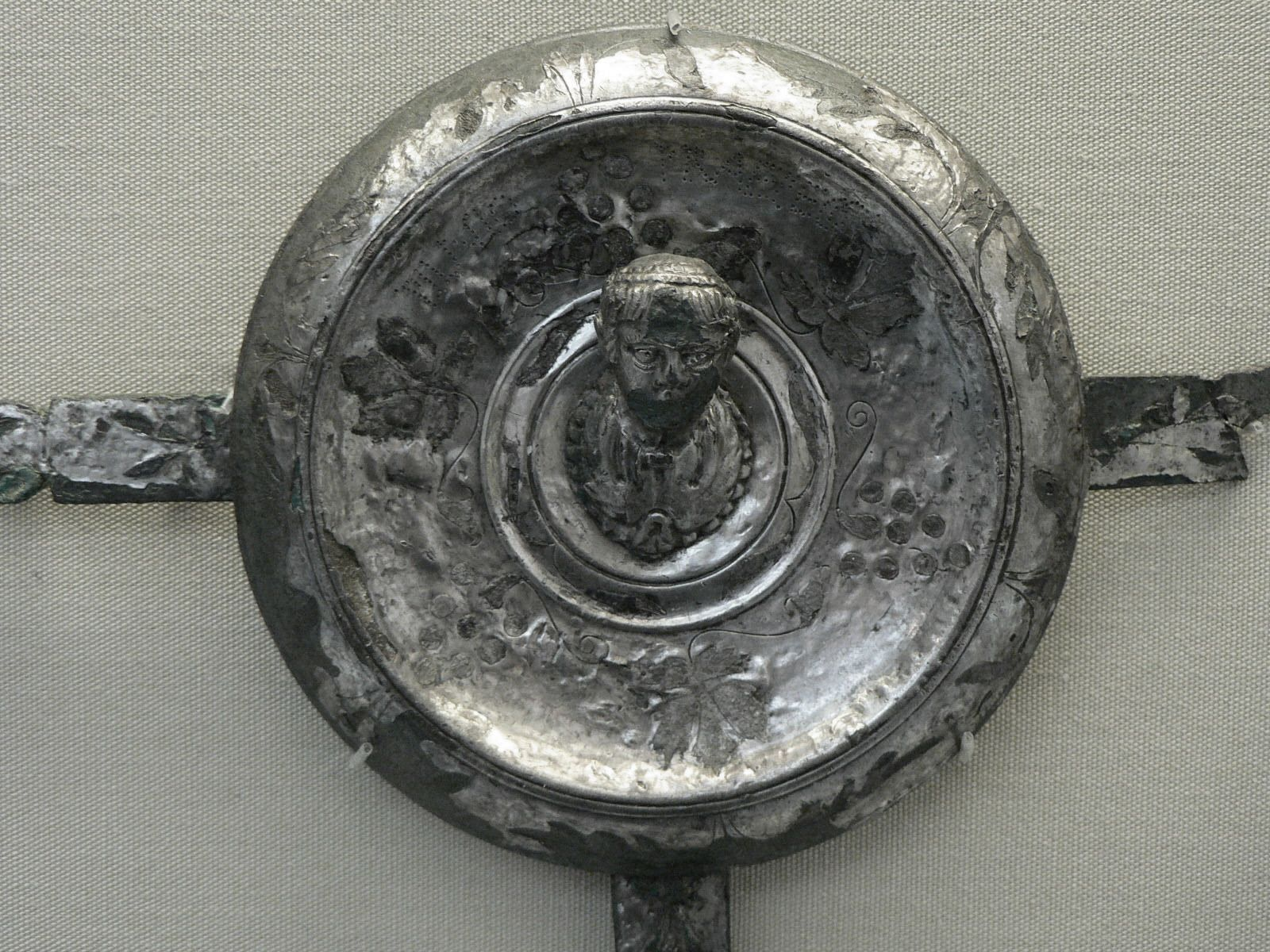
Plinius-Phalera aus Vetera, heute im British Museum, London

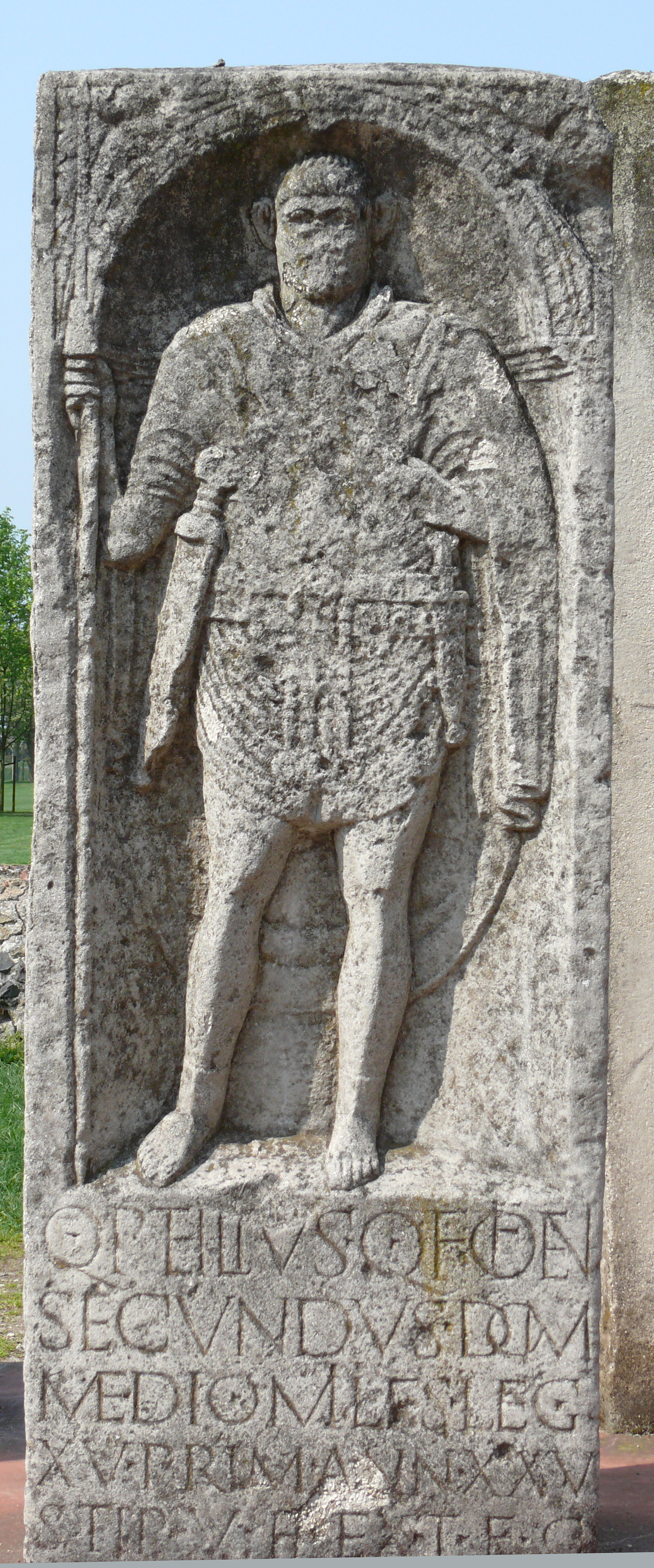
Grabstein des Quintus Petilius Secundus, Soldat der Legio XV Primigenia (Kopie, heute im APX. Original im Rheinischen Landesmuseum Bonn)

Die beiden Legionen standen zusammen in Vetera, bis um das Jahr 46 die Legio XXI Rapax durch die Legio XV Primigenia ersetzt wurde. In diesem Zusammenhang wurde ein neues Lager errichtet, in dem Teile der Innenbebauung bereits in Stein ausgeführt waren. Außer einem Valetudinarium (Lazarett) und einigen weiteren Mauerzügen ungeklärter Bestimmung ist jedoch von der Innenbebauung dieses Lagers nichts bekannt. Hier soll Anfang bis Mitte der 50er Jahre des 1. Jahrhunderts n. Chr., vielleicht im Jahr 57, Plinius der Ältere als Präfekt einer Ala stationiert gewesen sein. Darauf weist der Fund einer Phalera mit der Inschrift PLINIO PRAEFEC(TO) EQ(uitum) [Übers.: Durch den (im Sinne von „unter dem“) Reiterpräfekten Plinius] hin.
Am besten bekannt von allen Bauphasen ist das um das Jahr 60 errichtete letzte Lager der V. und XV. Legion. Das Doppellegionslager war von einer Umfassungsmauer umgeben, deren Maße 902 m mal 621 m betrugen. Mit dem vorgelagerten Wall- und Grabensystem ergaben sich Abmessungen von rund 926 m mal 636/640 m. Mit seiner sich daraus ergebenden Gesamtfläche von ungefähr 60 Hektar ist es das größte bekannte Lager seiner Art. Die Mauer war drei Meter breit und bestand aus einem Holzpfosten und -ständerwerk, in das Lehmziegel oder einfache Lehmbatzen eingesetzt waren. Die Außen- und die Innenseite war mit einer Fachwerkkonstruktion versehen, deren Gefache mit lehmverputzten Leistenziegeln gefüllt waren, der Wehrgang war mit Bodenplatten belegt. Eck- und Zwischentürme werden vermutet, konnten aber bislang nicht archäologisch nachgewiesen werden. Die Mauer besaß insgesamt vier Tore mit einer Durchfahrtbreite zwischen 8,50 m und 9,50 m, die jeweils von zwei Türmen flankiert und mit einer Brücke versehen waren. Mit seiner Prätorialfront (Vorderfront) war das Kastell nach Süden ausgerichtet, so dass die Porta praetoria (Haupttor) am Fuße, die Porta decumana (rückwärtiges Tor) auf der Kuppe des Fürstenbergs lag. Vor der Mauer befanden sich als Annäherungshindernisse zwei Spitzgräben sowie Astverhaue. Die Gräben zogen vor den Toren leicht nach innen, sich hierbei dem Mauerverlauf anpassend, und setzten in ihrem Verlauf aus.
Die Untersuchungen der Innenstrukturen beschränkten sich im Wesentlichen auf das Lagerzentrum. Weite Bereiche der Praetentura (vorderer Teil) und der Retentura (rückwärtiger Teil) blieben bis heute unerforscht.
Das Lager wurde von den beiden Lagerhauptstraßen (Via praetoria und Via decumana in Nord-Süd-Richtung sowie Via principalis in Ost-West-Richtung) unterteilt. Durch die Fundverteilung von Ziegelstempeln innerhalb der Garnison konnte eindeutig nachgewiesen werden, dass die westliche Lagerhälfte von der V. Legion und die östliche Hälfte von der XV. Legion belegt wurde. Die Via Principalis war an beiden Seiten von Säulengängen gesäumt, hinter denen sich größtenteils zweiräumige tabernae (Ladenlokale) befanden. Am Kreuzungspunkt der Lagerhauptstraßen, im Zentrum des Lagers, befanden sich die Principia, das Stabs- und Verwaltungsgebäude der Garnison. Hinter ihnen lag ein weiteres großes Verwaltungsgebäude (so genanntes „Gebäude G“), das als Wohn- und Amtsgebäude des Praefectus Castrorum, des Lagerkommandanten angesprochen wurde. Diese beiden Gebäude unterbrachen die in nordsüdlicher Richtung verlaufende Flucht von Via Praetoria und Via Decumana, an ihre Stelle traten in diesem Bereich zwei Straßen, die rechts und links an den beiden Gebäudekomplexen vorbeiführten. Flankiert wurden die Principia von den beiden komfortabel angelegten Praetorien, den Wohnpalästen der Legaten, der Kommandeure der Legionen.

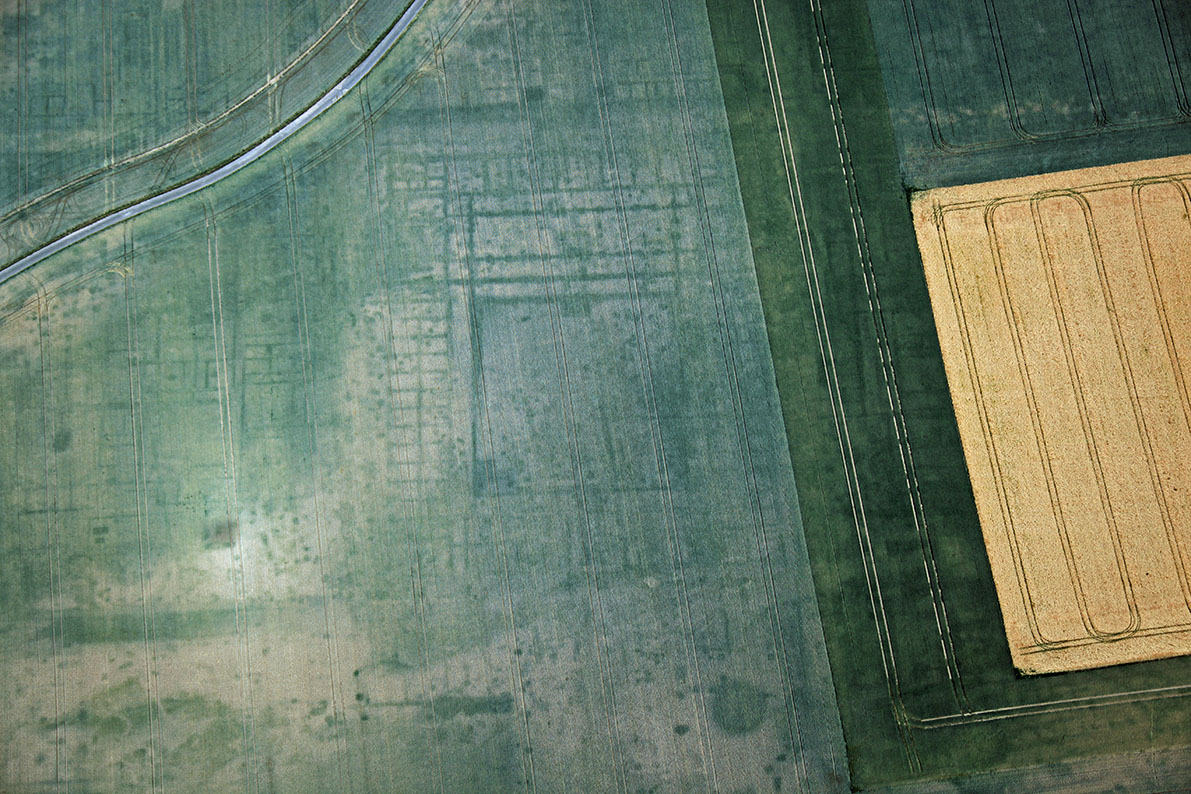
Luftbild des zentralen Areals von Vetera I; durch den Boden sind die Strukturen der Principia zu erkennen

Die Principia hatten einen rechteckigen Umriss von 120 m Länge und 94,80 m Breite. Ihre Mauern waren aus Grauwacke-, Basalt- und Tuffsteinen errichtet, die mit Kalk vermörtelt waren. Man betrat den Gebäudekomplex von Süden, von der Via Praetoria her, durch einen Torbau und gelangte zunächst in einen annähernd quadratischen Hof (61,80 mal 64,80 m), der an allen Seiten von Portiken umgeben war. Hinter den Portiken umliefen den Hof an seiner West-, Süd- und Ostseite jeweils zwei Reihen von Kammern, die zum größten Teil als Armamentaria (Waffenkammern) gedeutet wurden. Im Norden schloss sich eine säulengestützte, dreischiffige Basilika an, die vermutlich sakralen Zwecken diente. Reste von Wandbemalung und Fragmente reich verzierter Kapitelle deuten auf eine aufwändige Ausstattung hin. An ihrer westlichen Schmalseite befand sich das Sacellum (Fahnenheiligtum) der V., an ihrer östlichen Schmalseite das der XV. Legion, in denen sich jeweils die Standarten, die Truppenkasse und die Götterbildnisse der Legionen befanden. An der Nordseite der Basilika wurde der Gebäudekomplex von einer Flucht von neun Räumen abgeschlossen.
Die Praetorien, die beiden Paläste der Legaten, befanden sich westlich und östlich der Principia und richteten sich mit ihren Eingangspforten und Portiken auf diese hin aus. Die Gebäudekomplexe ordneten sich jeweils um drei Peristylhöfe an, von denen einer eine lang gestreckte Form mit gerundeten Apsiden besaß und als Prachtgartenanlage angesprochen wurde. Der westliche Legatenpalast des Befehlshabers der V. Legion besaß eine Länge von 97 m und eine Breite von 77 m einschließlich Portikus. Die Abmessungen des östlichen Palasts, desjenigen des Kommandierenden der XV. Legion, betrugen 109 m mal 78,50 m.
Im Norden der Principia schloss sich das so genannte „Gebäude G“ an. Es maß 124,50 m in nordsüdlicher und 95,40 m in ostwestlicher Ausdehnung. Der Gebäudekomplex bestand aus einer großen Zahl kleinerer Räume, die sich um mehrere größere Innenhöfe und Säle anordneten. Insgesamt ist die Innenstruktur aber nur unzureichend erforscht, um über die Funktion der Räume konkrete Aussagen treffen zu können. Auch die Interpretation des Gebäudes als Wohn- und Verwaltungsgebäude des Lagerkommandanten, des Praefectus Castrorum, ist hypothetisch und nicht gänzlich gesichert.
Vier nahezu baugleiche Häuser wurden als Tribunenpaläste angesprochen. Davon wurden allerdings nur drei (Gebäude K, J und M) vollständig ausgegraben, von einem weiteren (Gebäude Q) wurde nur die westliche Raumflucht freigelegt. Es waren Peristylhäuser mit einem annähernd quadratischen Grundriss von rund 39 Metern Breite und rund 41 m Tiefe. Die Gebäude K, J und M. befanden sich nebeneinander in einer Reihe nördlich des Legatenpalastes der V. Legion, das Gebäude Q wurde östlich des Praetoriums der XV: Legion freigelegt. Fünf weitere Gebäude (vier davon längs der Via Principalis) mit Grundflächen zwischen 2410 m² und 3208 m² wurden ebenfalls als Unterkünfte von Stabsoffizieren gedeutet.
Von den weiteren Großbauten im Innenbereich scheint nur noch ein Valetudinarium (Lazarett) in seiner Funktion gesichert. Es handelt sich um ein quadratisches Gebäude mit einer Seitenlänge von 83,50 m. Um einen 43 m mal 39 m großen Innenhof laufen an drei Seiten zwei durch einen Gang getrennte Reihen von Zimmern, die der Aufnahme der Verletzten und Kranken dienten. An der Nordseite befand sich ein säulengestützter Saal, der als Operationssaal interpretiert wird. Das Valetudinarium befand sich in der Westhälfte des Lagers, in unmittelbarer Nähe der Porta principalis dextra (rechtes Seitentor) und somit in dem Lagerbereich, der der V. Legion zugeordnet war. Dies ließ die Vermutung nach einem zweiten Lazarett für die XV. Legion zu, das mittlerweile durch Luftaufnahmen in der Osthälfte der „Praetentura“ bestätigt werden konnte.

#### Vetera während des Vierkaiserjahres (69) und des Bataveraufstands (69/70)

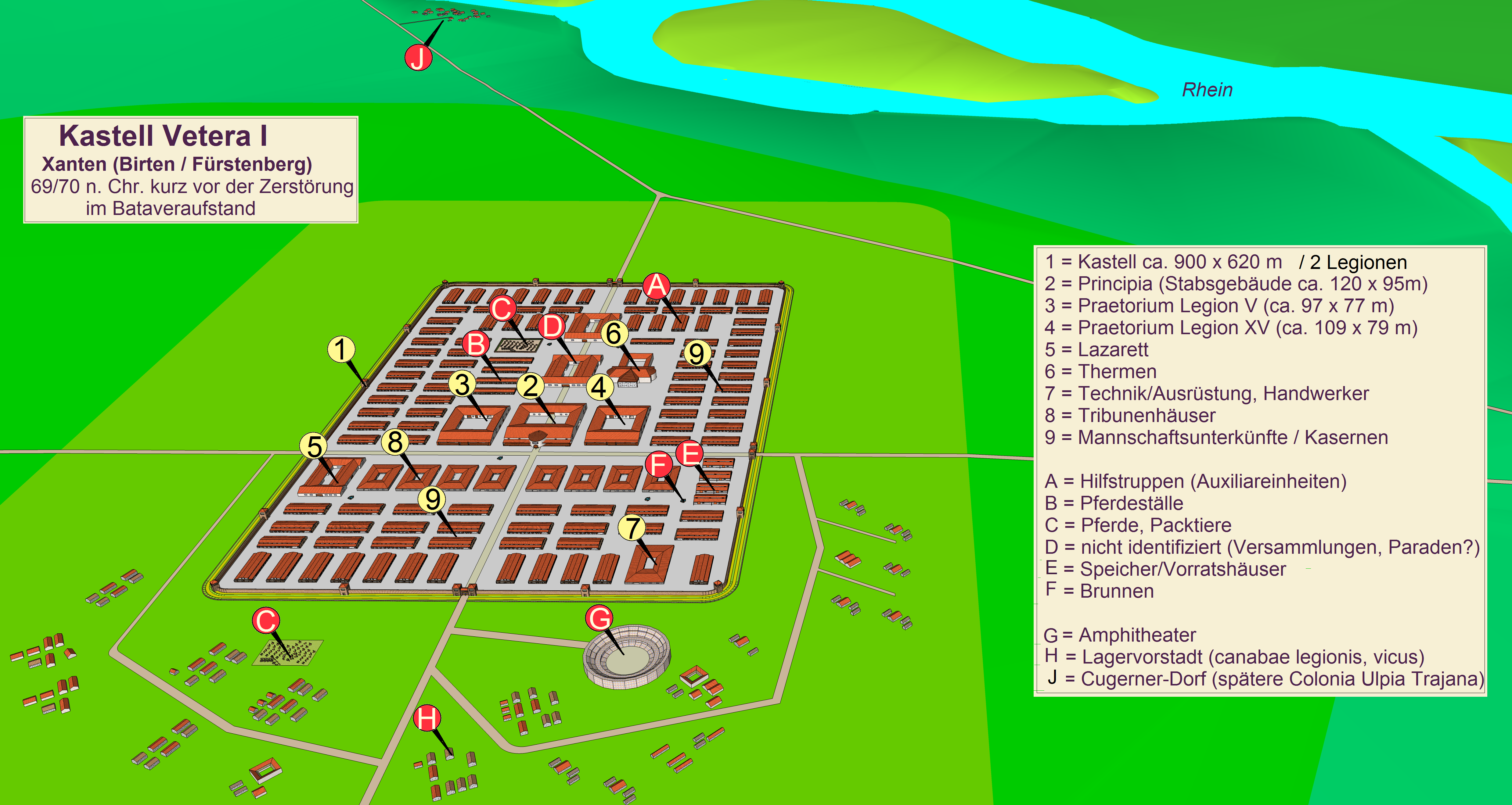
Kastell Vetera I (Xanten-Birten) ca. 70 n. Chr. kurz vor der Zerstörung im Bataveraufstand – Lage wichtiger Gebäude archäologisch nachgewiesen, Gebäudeform zum Teil hypothetisch. Quelle: LVR-Römermuseum Xanten

Nach Jahrzehnten der relativen Ruhe war das Rheinland während der Ereignisse der Jahre 69/70 die neben dem italienischen Mutterland am stärksten in diese Geschehnisse involvierte Region des Imperiums. Vor dem Hintergrund dieser Wirren, die das gesamte Reich erschütterten, und insbesondere im unmittelbaren Zusammenhang mit dem Bataveraufstand spielte das Legionslager Vetera I noch einmal eine bedeutende und gleichzeitig seine letzte Rolle.

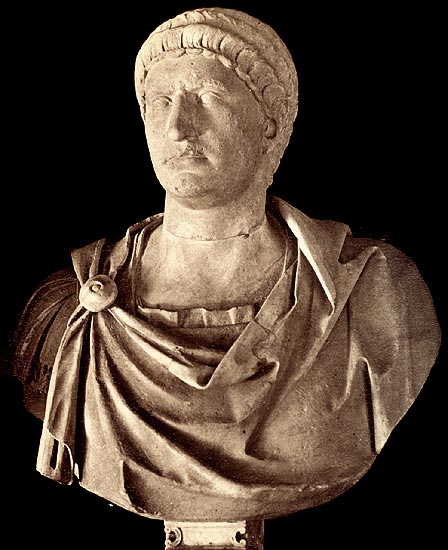
Otho
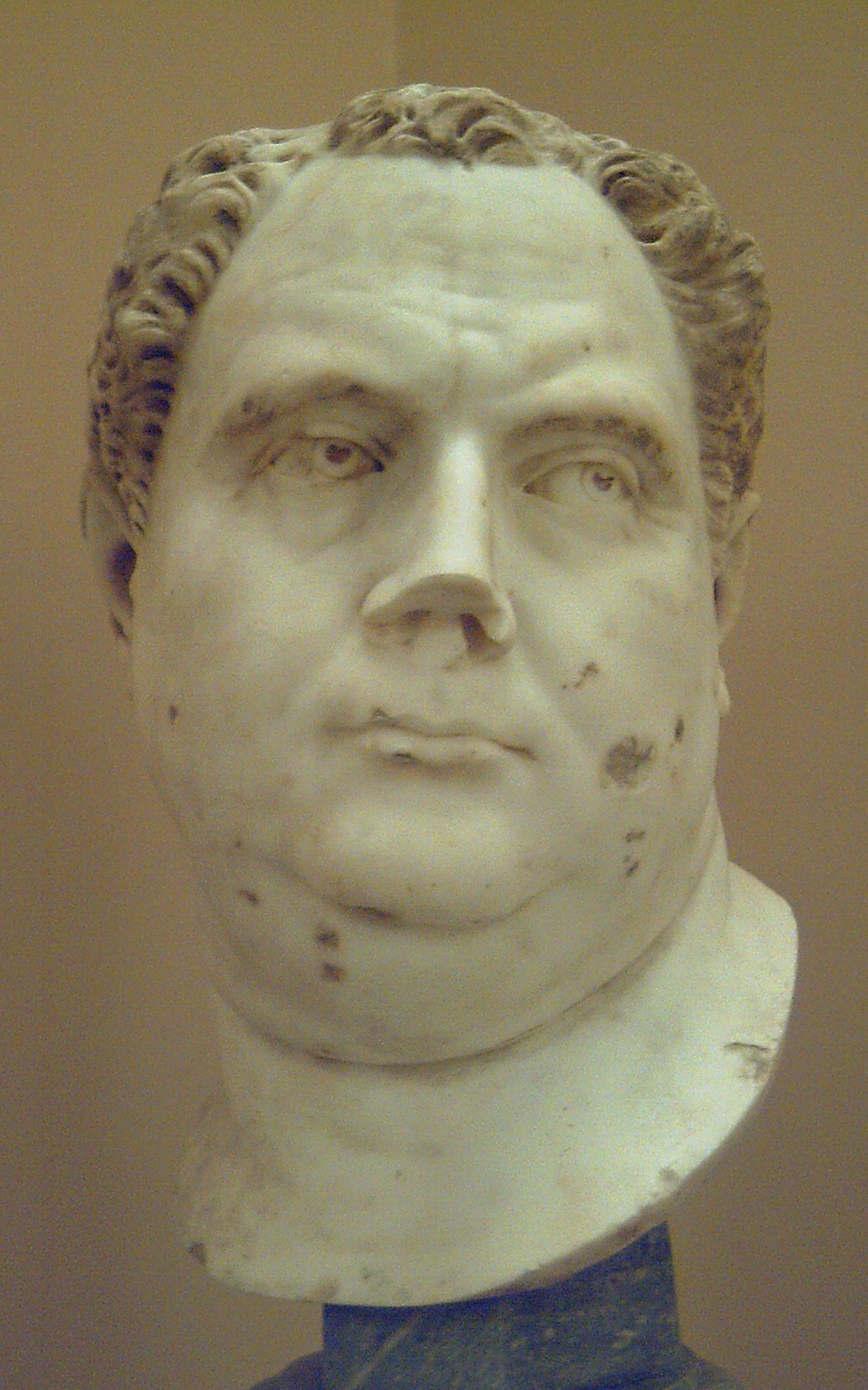
Vitellius
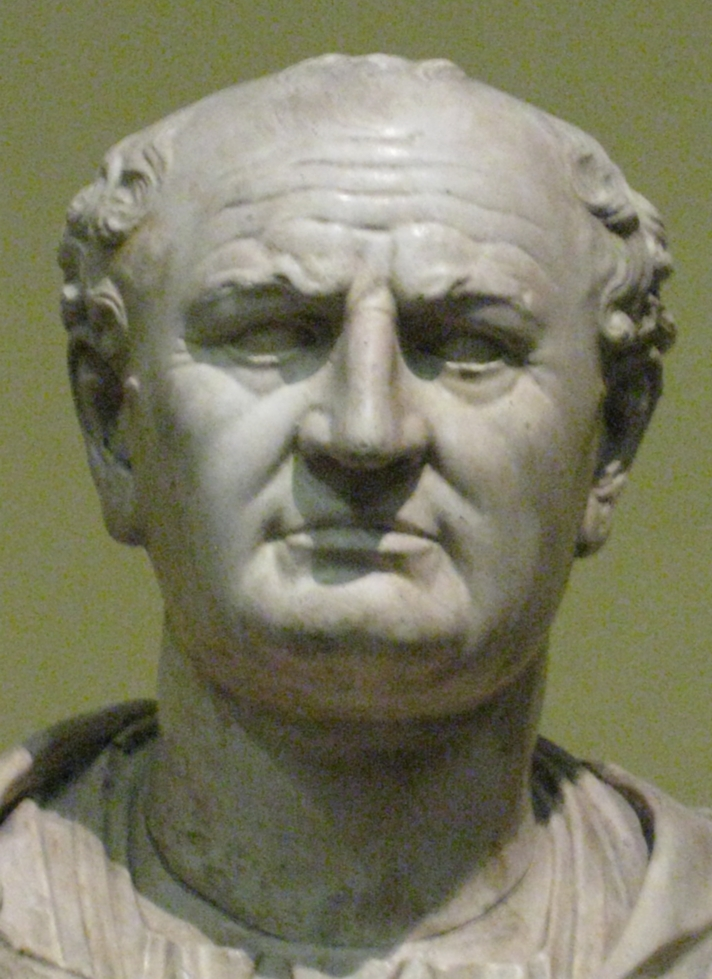
Vespasian

Galba, der Nachfolger Neros, brachte durch einige unpopuläre Personalentscheidungen das Niedergermanische Heer gegen sich auf, das seinerseits im Januar 69 Vitellius zum Kaiser ausrief. Um seinen Thronanspruch in Rom durchsetzen zu können, marschierte Vitellius mit großen Teilen des Heeres in zwei Säulen nach Italien. Darunter befanden sich auch rund 4000 Legionäre der Legio V aus Vetera (weitere 6000 Legionäre stellten die übrigen drei niederrheinischen Legionen) sowie acht Auxiliarkohorten der Bataver. Insgesamt wurden aus den westlichen Provinzen und Heeresbezirken etwa 70.000 Mann abgezogen, die Grenzsicherungen damit empfindlich entblößt.
Nach den anfänglichen Erfolgen des Vitellius, der sich gegen Galba und dessen unmittelbaren Nachfolger Otho durchgesetzt hatte, wurden die acht Bataverkohorten (rund 4000 Mann) an die germanische Grenze zurückbeordert. Sie bezogen im Sommer 69 bei Mogontiacum Quartier. Etwa gleichzeitig wurde im Osten des Reiches, in den Provinzen Aegyptus, Syria und Iudaea sowie von den Donaulegionen Vespasian als Kaiser gegen Vitellius ausgerufen; seine Truppen setzten sich gen Rom in Marsch.
Als daraufhin Vitellius in den Stammesgebieten der Bataver und der Cananefaten von diesen als willkürlich empfundene Aushebungen durchführte, um seine Verbände für die bevorstehenden Auseinandersetzungen mit Vespasian zu verstärken, erhoben sich die Bataver und Cananefaten gemeinsam mit den Friesen unter der Führung des batavischen Adeligen und Kommandanten einer Bataverkohorte Iulius Civilis. Dabei erweckte Civilis zunächst geschickt den Anschein, auf Seiten Vespasians gegen Vitellius in den Bürgerkrieg einzugreifen. Eine Strafexpedition der (vitellianischen) Römer endete in einem Desaster, da während der Schlacht die batavischen Auxiliarreiter die Seite wechselten und die ubischen und treverischen Auxiliarverbände flüchteten. Die Reste des Expeditionskorps konnten sich nur unter Mühen nach Vetera retten.

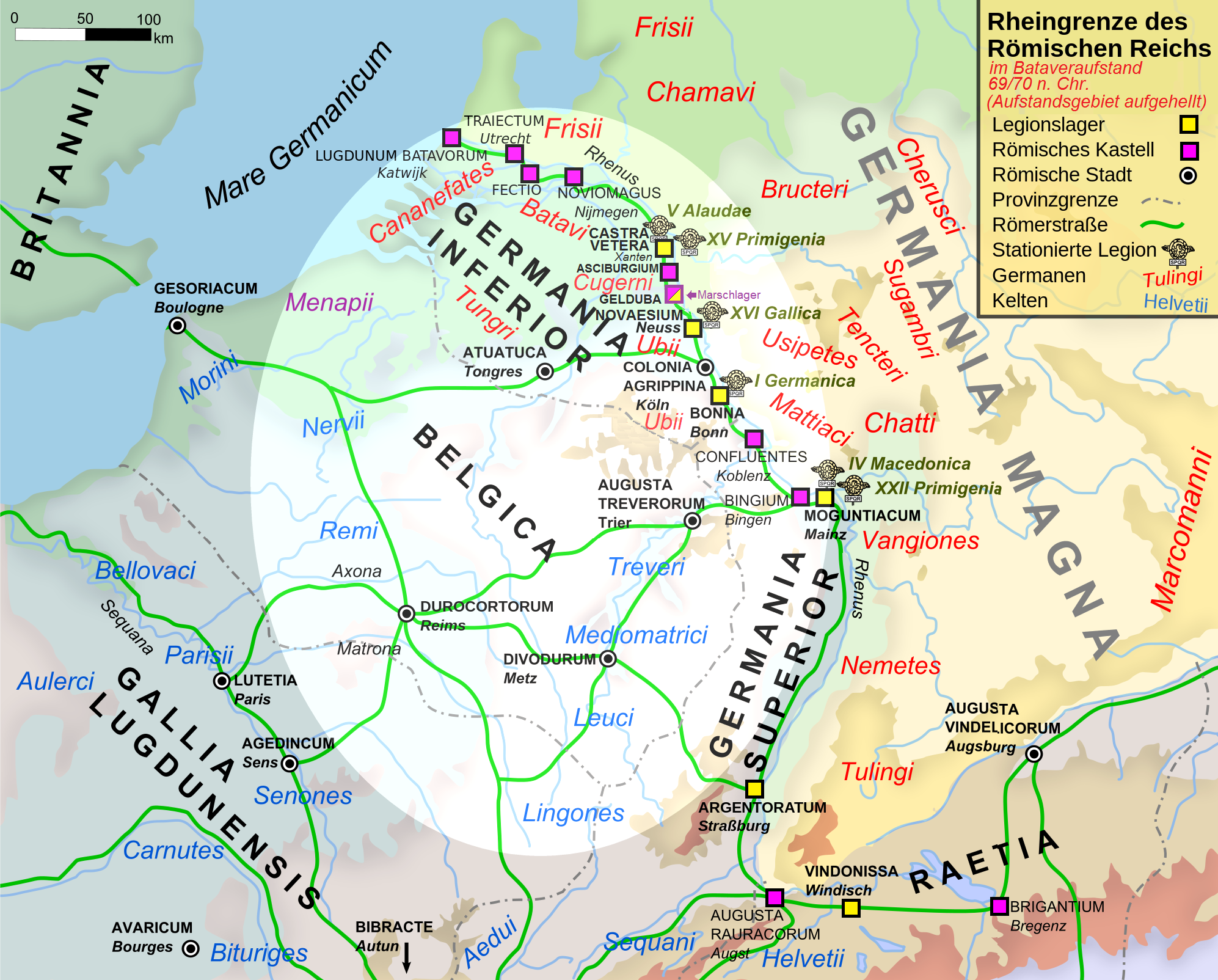
Bataveraufstand (69/70 n. Chr.). Das Aufstandsgebiet ist aufgehellt, darin die Lage des Kastells Vetera

Der Aufstand gewann an Dynamik, als Ende des Sommers/Anfang Herbst 69 die acht in Mogontiacum stationierten Bataverkohorten nach Norden marschierten und sich mit den Truppen des Civilis vereinigten. Civilis vereidigte sie auf Vespasian und forderte nun auch die in Vetera verbliebenen Teile der 5. und 15. Legion auf, sich der Sache Vespasians anzuschließen. Die Garnison von Vetera blieb jedoch Vitellius treu. Mauern und Wälle des Lagers wurden verstärkt, jedoch sorgte man nicht für die ausreichende Menge an Proviant, um einer längeren Belagerung Stand zu halten. Nach einem ersten, zurückgewiesenen Angriffsversuch verlegten sich die Truppen des Civilis, die inzwischen das gesamte links- und rechtsrheinische Umland, sowie mittels ihrer von den Römern erbeuteten Flotte auch den Rheinstrom selbst beherrschten, folgerichtig darauf, das Lager auszuhungern. Ein Entsatzheer aus Soldaten der Legio XXII Primigenia unter dem Kommando des Gaius Dillius Vocula wurde von Süden her in Marsch gesetzt, vereinigte sich in Novaesium mit der Legio XVI Gallica, wagte aber nicht, weiter in den Raum um Vetera vorzudringen, sondern schlug bei Gelduba ein Lager auf. Währenddessen vergrößerte sich die Armee des Civilis durch Zulauf aus nahezu allen Regionen Germaniens unaufhörlich und begann, die Gebiete der Moriner, Menapier, Ubier und Treverer, also das gesamte Rheinland bis hinunter zur Mosel und bis hinüber zur Nordseeküste zu verwüsten. Der Belagerungsring um Vetera wurde weiter verstärkt, die Erstürmungsversuche wieder aufgenommen. Einzig ein Ausfall der Besatzung sorgte für ein wenig Entlastung und beendete die Eroberungsversuche. An einen erfolgreichen Ausbruch war allerdings nicht zu denken.
Etwa zu diesem Zeitpunkt fiel in Norditalien in der Zweiten Schlacht von Bedriacum die Entscheidung zwischen Vespasian und Vitellius zugunsten Vespasians. Die Nachricht hiervon sowie die Aufforderung Vespasians an Civilis, die Kampftätigkeiten zu beenden, dürfte am Niederrhein Anfang November des Jahres eingetroffen sein. Sie wurde jedoch von Civilis ignoriert, der stattdessen einen Teil seiner Truppen gegen Vocula sandte und die Belagerung Veteras fortsetzte. Vocula besiegte die gegen ihn entsandten Truppen und marschierte zum Entsatz auf Vetera zu. Dort wogte der Kampf hin und her, bis ihn schließlich ein Ausfall der Kastellbesatzung zugunsten der Römer entschied. Vetera war aus der Umschließung befreit, jedoch blieb die Versorgungslage prekär, die Aufständischen beherrschten nach wie vor das Umland, und Vocula versäumte es, den geschlagenen Truppen des Civilis nachzusetzen. Gerade zu einem Zeitpunkt, als Vocula aus der Garnison von Vetera weitere 1000 Mann abgezogen hatte, die zur Sicherung des Nachschubs eingesetzt werden sollten, schloss Civilis das Lager Ende Dezember 69 erneut ein. Vocula zog sich nach Novaesium zurück und wurde von Civilis verfolgt, der Gelduba einnahm und dessen Reiterei bis nach Novaesium vorstieß. In den folgenden Monaten verlagerten sich die Hauptereignisse des Krieges tiefer in den Süden des Rheinlandes, wo sich nun auch einige gallische Stämme, darunter die Treverer, gemeinsam mit den vitellianischen Legionen gegen Vespasians Herrschaft erhoben.
Die im Legionslager Vetera noch verbliebenen Truppen, Teile der Legio XV Primigenia, der Legio V Alaudae und möglicherweise der Legio XVI Gallica, kapitulierten, nachdem die Vorräte aufgezehrt waren, im März 70. Vetera wurde zur Plünderung freigegeben; den Legionären wurde freier Abzug gewährt, nachdem sie auf das Imperium Galliarum, das Gallische Reich des Civilis, vereidigt worden waren. Sie wurden jedoch fünf Meilen südlich Veteras von Germanen aus dem Hinterhalt überfallen und niedergemacht. Einigen wenigen gelang die Flucht zurück nach Vetera, wo sie in dem Feuer umkamen, das die Aufständischen im Zuge der Plünderung gelegt hatten. Hier endet die Geschichte des claudisch-neronischen Legionslagers.
Noch im selben Jahr, Ende Juli oder Anfang August 70 n. Chr. gewannen römische Truppen in der „Schlacht bei Vetera“, vor den Toren des zerstörten Kastells, eines der entscheidenden Gefechte bei der Niederschlagung des Bataveraufstands.

### Canabae Legionis, Amphitheater und Gräberfelder
Zu nahezu jedem römischen Legionslager gehörten die canabae legionis, die zivile Lagervorstadt, in der sich die Angehörigen der Soldaten sowie Handwerker, Händler, Gastwirte, Bordellbetreiber und andere Dienstleister niederließen. Spuren der Canabae aus den ersten Jahrzehnten der militärischen Präsenz in Vetera fehlen bislang, wenn man von einem Töpferofen, der in die frühclaudische Zeit datiert, einmal absieht. Ihre Existenz muss aber als wahrscheinlich angenommen werden. Gesicherte Spuren einer Lagervorstadt, die eine nicht unbeträchtliche Größenordnung gehabt haben muss, wie uns Tacitus überliefert, liegen erst aus der Zeit des claudisch-neronischen Lagers vor. Sie wurde durch Sondierungen nachgewiesen. Vom Lager selbst waren die Canabae durch einen 100 m breiten unbebauten Geländestreifen geschieden. Die östliche Grenze der zivilen Besiedlung wird nicht mehr zu ermitteln sein, da sie durch den Rhein abgetragen wurde. Im Süden dürfte sie sich bis zum Beginn der Gräberfelder im Bereich der modernen Ortschaft Birten erstreckt haben. Insgesamt lassen sich über die Größe und den Aufbau der Canabae nur wenig konkrete Aussagen treffen. Sie dürfte sich in etwa U-förmig im Westen, Süden und Osten um das Militärlager gezogen haben. Jüngere luftbildarchäologische Untersuchungen durch den Archäologen Baoquan Song zeigen eine regelmäßige Straßenstruktur und eine dichte Bebauung auf der Ostseite der Garnison.

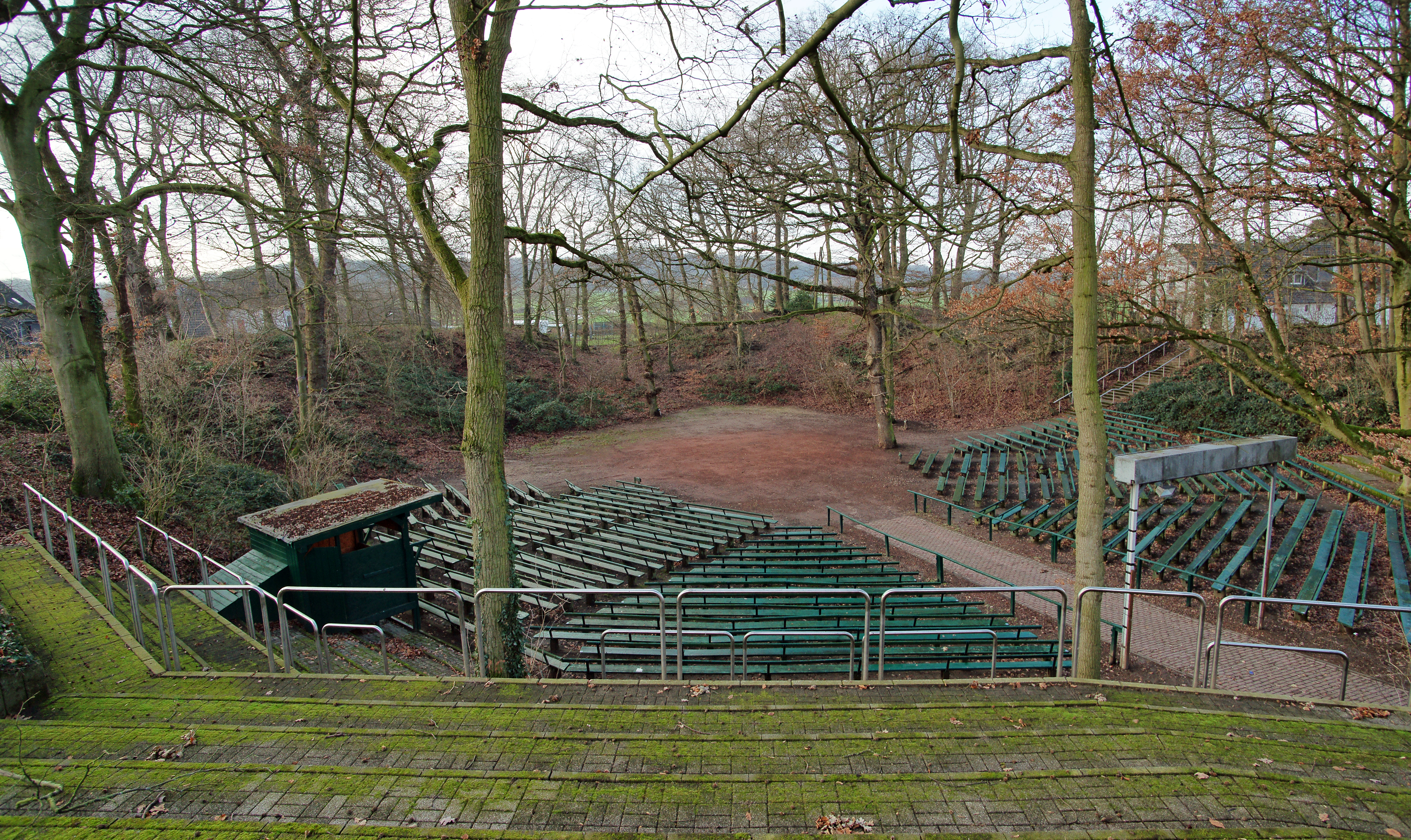
Amphitheater, heute Freilichtbühne

Ebenfalls in die Zeit des claudisch-neronischen Lagers fällt die Errichtung des Amphitheaters, das als einziges Relikt des römischen Vetera auch heute noch obertägig sichtbar ist. Das in Holz-Erde-Bauweise errichtete Theater besaß einen elliptischen Grundriss. In antiker Zeit maß seine Umwallung an den Außenseiten 98 m mal 84 m, die Maße des Innenraums betrugen 47,5 m mal 34,5 m. Zur Zeit der Ausgrabungen durch Hans Lehner in den Jahren 1908 und 1909 besaß der Wall noch eine Höhe von bis zu acht Meter bei einer Breite von zehn Metern. In antiker Zeit konnte das Amphitheater bis zu 10.000 Zuschauer aufnehmen. Seine Erhaltung verdankt es dem Umstand, dass man im Mittelalter annahm, es sei der Platz des Martyriums des heiligen Viktors gewesen. Heute ist das Amphitheater rekonstruiert und dient (wieder) als Freilichtbühne.
Ein Gräberfeld der Garnison und der Zivilsiedlung erstreckte sich südlich der canabae legionis im Bereich des heutigen Xantener Stadtteiles Birten. Es wurden dort bisher über 60 Brandbestattungen nachgewiesen, einige beim Bau der Birtener Pfarrkirche in den Jahren 1902/1903, die meisten jedoch erst bei der Anlage des Waldfriedhofes im Jahre 1960. Die Gräber lassen sich mehrheitlich auf die augusteische bis neronische Zeit datieren, lediglich ein einzelnes Grab ist vespasianisch. Ein weiteres Gräberfeld wurde nördlich von Vetera I zwischen dem Lager und der südlichen mittelalterlichen Stadtgrenze Xantens, lokalisiert. Vereinzelte römische Gräber fanden sich auch immer wieder in der weiteren Umgebung.

## Vetera II

### Funde und Befunde

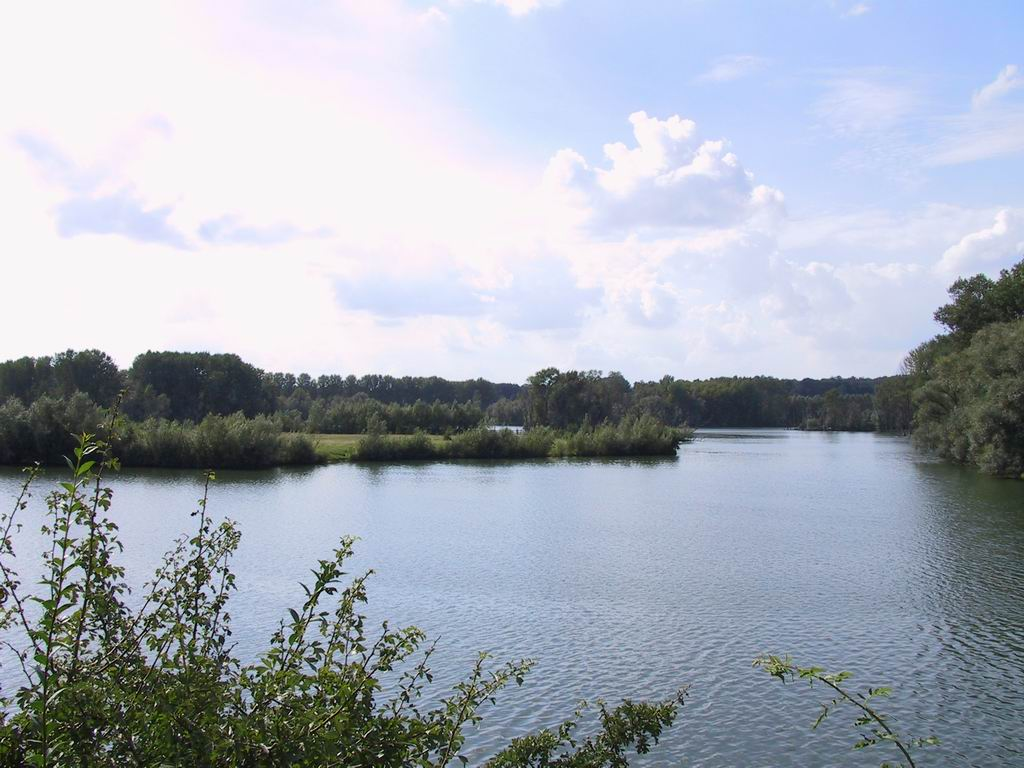
Heutige topographische Situation

Lange war der zweite römische Kastellplatz, das Lager, das schließlich unter dem Namen Vetera II in die Forschung eingehen sollte, vergeblich gesucht worden. Indizien sprachen für den Raum um die Bislicher Insel, doch letzte Beweise blieben aus. Ein in den Jahren 1935/36 geplantes Projekt, das Lager der XXX. Legion durch systematische Sondierungen zu erfassen, scheiterte an der Zuspitzung der politischen Zeitumstände auf den Zweiten Weltkrieg hin.
Die mittelbaren Folgen des Zweiten Weltkriegs waren es schließlich, die zur Entdeckung des Kastellplatzes führten. Der boomende Wohnungsbau der Nachkriegszeit führte zu einer großen Nachfrage nach Baustoffen. Infolge dieser Entwicklung begann man, auch die Kieslager der Bislicher Insel abzubauen. Dabei traten Anfang der 1950er Jahre, zunächst völlig unbeachtet, riesige Mengen römischen Fundmaterials zu Tage, darunter sowohl Kleinfunde wie Bronzen, Münzen und Keramiken (letztere füllten an manchen Tagen geradezu die Baggerschaufeln) als auch Baumaterialien wie Eichenholzbalken, Ziegel, Tuffsteinmauerwerk und Bleiplatten.
Erst als Wilhelm Piepers 1954 von dem bereits 1953 entdeckten, mit einer Inschrift versehenen Sockel einer Geniusstatuette erfuhr, nahmen die Xantener und Bonner Archäologen die Baggerarbeiten in näheren Augenschein. Der Statuettensockel trug die Inschrift:
Übersetzt: „Dem Genius der Feldzeichenträger der 30. Legion, (erg.: mit den Beinamen) die Ulpische, die Siegreiche, hat Publius Aelius Severinus (erg.: diese Statuette) aufstellen lassen.“
Damit war ein direkter Hinweis auf die Legio XXX Ulpia Victrix gegeben. Durch das Rheinische Landesmuseum Bonn veranlasst, wurden bei den Auskiesungen der Bislicher Insel nun – erstmals in der Geschichte des Museums – für die begleitenden archäologischen Untersuchungen auch Taucher eingesetzt. Unter schwierigsten Sichtbedingungen in dem trüben Wasser wurden 1955 die ersten Tauchgänge durchgeführt, weitere folgten in den Jahren 1957 und 1958. Teilweise mehr tastend als sehend konnten unter Wasser die Mauerzüge des versunkenen Legionslagers ermittelt werden.
Durch das umfangreiche Fundmaterial war es möglich, die in Vetera II stationierten Truppen (Ziegelstempel der VI., XXII. und XXX. Legion) sowie die Belegungsdauer des Lagers zu bestimmen. Diese setzte unmittelbar nach dem Ende des Bataveraufstandes ein und reichte bis in die zweite Hälfte des 3. Jahrhunderts. Der späteste datierbare Fund war ein Sesterz des Postumus aus dem Jahre 260. Daher war man lange Zeit geneigt, das Ende des Lagers im Zusammenhang mit einem Frankeneinfall um 260 oder 275 anzunehmen. Allerdings gilt auch ein Weiterbestehen darüber hinaus, möglicherweise bis ins 4. Jahrhundert, als möglich. Angesichts des relativ geringen Umfangs der archäologischen Untersuchungen am Lagerstandort und der kleinen Fundmenge ist das Fehlen von Objekten aus dieser Zeit kein Argument dagegen. Bei allen anderen Legionslagern an der Rhein- und Donaugrenze hat sich mittlerweile gezeigt, dass sie die germanischen Einfälle des 3. Jahrhunderts überstanden und bis in die Spätantike hinein existierten. Zudem erwähnt der Geschichtsschreiber Ammianus Marcellinus für das 4. Jahrhundert eine Siedlung namens Tricensimae, deren Name von der lateinischen Ordinalzahl (tricesima, „die Dreißigste“) der Legion stammen dürfte. Diese wird häufig mit einer befestigten Siedlung der Spätantike auf dem Areal der Colonia Ulpia Traiana identifiziert (siehe Tricensimae); einige Forscher nehmen jedoch an, dass es sich um das weiterbestehende Lager Vetera II handelt. Eine zwischenzeitig angenommene Zerstörung der Colonia Ulpia Traiana selbst um das Jahr 275 gilt mittlerweile als nicht nachweisbar.
Wie alle Legionslager hatte auch Vetera II eine Lagervorstadt, die Canabae legionis, deren ungefähre Ausdehnung durch die Kartierung von Oberflächenfunden ermittelt wurde. Sie zog sich im Westen und im Süden um das Lager.

### Belegung
Nach der Reorganisation des Exercitus Germaniae Inferioris (des niedergermanischen Heeres) im Anschluss an den Bataveraufstand wurde in Vetera nur noch eine Legion, die aus Mainz abkommandierte Legio XXII Primigenia stationiert. Statt in Vetera ein Doppellegionslager aufrechtzuerhalten, dislozierte man eine Legion ins Zentrum des Aufstandsgebietes, nach Ulpia Noviomagus Batavorum (Nijmegen). Das alte, während des Aufstandes zerstörte Lager wurde nicht wieder aufgebaut, sondern im Jahr 71 durch ein neues Einzellager rund anderthalb Kilometer weiter östlich im Gebiet der heutigen Bislicher Insel ersetzt.
Um die Wende vom ersten zum zweiten nachchristlichen Jahrhundert wurde die XXII. Legion zurück nach Mainz verlegt und durch die Legio VI Victrix ersetzt, die in Vetera ab 104/105 nachgewiesen ist. Die VI. wurde zwischen 119 und 121/122 nach Britannien verlegt und durch die Legio XXX Ulpia Victrix ersetzt, die bis ins spätere 3. Jahrhundert nachgewiesen werden kann.

## Legionsziegelei

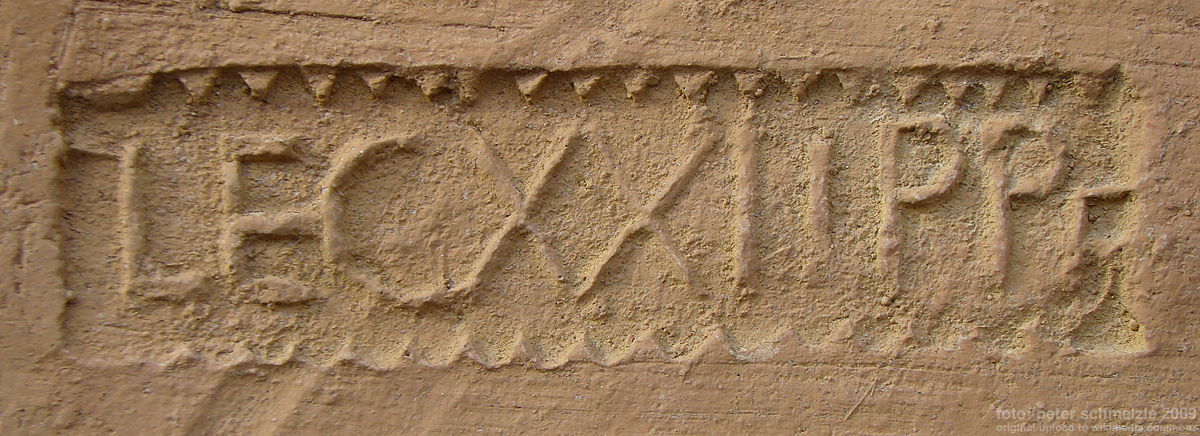
Ziegelstempel der Legio XXII Primigenia (Abguss eines Fundes aus dem Kastell Jagsthausen)

An nahezu allen größeren Militärplätzen des Rheinlandes finden sich Ziegeleien, die von den Legionären primär für militärische, aber auch für zivile Zwecke betrieben wurden. Mit ihrer fortgeschrittenen Technologie machten sich die Römer die reichen Sand- und Lehmlagerstätten zu Nutze und kompensierten so das Fehlen natürlicher Steinvorkommen in der Region. Neben den Ziegeleien von Köln, Neuss und Dormagen ist eine solche Legionsziegelei auch im Raum Vetera archäologisch nachgewiesen. Sie befand sich an der Verbindungsstraße zwischen dem Kastellbereich von Vetera II und der Colonia Ulpia Traiana. Die Ziegelei wurde 1901 zufällig entdeckt und ergraben. Der hierbei freigelegte Brennofen selbst war von der XXII. Legion erbaut worden, aber gestempelte Ziegel der XV. Legion, die auf dem weitläufigen Ziegeleigelände gefunden wurden beweisen, dass der Ziegeleibetrieb als solcher schon vorher begonnen haben musste. Der Ofen war später von der VI. Legion übernommen und repariert worden und wurde danach noch von der XXX. Legion bis ins 4. Jahrhundert hinein benutzt. Die Lebensdauer dieses einen Ofens allein betrug mithin 225 Jahre. Neben dem Brennofen wurden noch verschiedene Fabrikationsräume und ein Trockenschuppen freigelegt.
Weitere Ausgrabungen im Bereich der Ziegelei erfolgten in den 1970er und 1990er Jahren, zumeist als Notgrabungen infolge von Haus- oder Straßenbaumaßnahmen. Dabei konnten weitere zwei Ziegelbrennöfen, ein Töpferofen, einige Schlämmbecken sowie Trocken- und Lagerungsschuppen festgestellt werden. Das erforderliche Frischwasser wurde durch Tonrohre zugeführt, das Brauchwasser über Kanäle in den Rhein entsorgt. Das Produktionsspektrum umfasste Dachpfannen, Hohlziegel, Blender, Wandkacheln, Hypokaustplatten und Leitungsrohre. Durch die typische Stempelung der Ziegel konnten die Legionen nachgewiesen werden, die an der Produktion beteiligt waren.

## Übungslager um Xanten
Wie heutzutage in einer modernen Armee wurden auch im römischen Heer die Truppen in Friedenszeiten durch allerlei Übungs- und Trainingsmaßnahmen für den jederzeit möglichen Einsatz in Form gehalten. Dazu gehörte insbesondere das Training des Lagerbaus.
Durch luftbildarchäologische Prospektionen konnten beidseitig der Straße, die Vetera mit Asciburgium verband und die in ihrem Verlauf der heutigen Bundesstraße 57 entsprach, zwischen Xanten und Alpen mehr als sechzig solcher Übungslager identifiziert werden. Insgesamt stellte sich hier gleichsam ein antiker Truppenübungsplatz vom über zehn Quadratkilometern Größe dar. Es handelt sich bei diesen Übungslagern in den meisten Fällen nicht um vollständig ausgeführte Lager. Vielmehr beschränkten sich die Instruktoren darauf, die technisch anspruchsvollen Bereiche des Lagerbaus, insbesondere den Bau der Lagerecken zu trainieren. Zwei der Lager wurden 1961/1962 von Hermann Hinz auf dem Kaninenberg in Winnenthal ausgegraben. Ein am südlichen Rande des Übungsgeländes befindliches, vollständig ausgeführtes Lager, wird als Marschlager angesprochen, in dem eine Verstärkungstruppe auf dem Weg nach Vetera campiert habe. Leider fehlt für alle Lager datierendes Fundmaterial, so dass keine dieser Anlagen einer bestimmten Bauphase Veteras zuzuordnen ist.
Eine Ansammlung von 13 Übungs-Marschlagern, die während Manövern in der Zeit zwischen 1. und 3. Jahrhundert errichtet wurden und noch mit bis zu 0,5 m hohen Wällen erhalten sind, findet sich im Uedemer Hochwald.

## Denkmalschutz
Die Kastelle von Vetera sind Bodendenkmale nach dem Gesetz zum Schutz und zur Pflege der Denkmäler im Lande Nordrhein-Westfalen. Nachforschungen und gezieltes Sammeln von Funden sind genehmigungspflichtig. Zufallsfunde sind an die Denkmalbehörden zu melden.